# Середній Майдан (Надвірнянський район)
Серéдній Майда́н — село Надвірнянського району Івано-Франківської області України. Входить до складу Ланчинської селищної громади.
Село, колишній центр сільської ради, знаходиться за 24 км від Надвірної та за 13 км від селища Ланчин. Середньомайданська сільська рада у 2018 році добровільно приєдналася до Ланчинської територіальної громади. До складу сільради входили села Вишнівці та Глинки.
Згідно з постановою Кабінету Міністрів України від 28.10.2004 р. № 1430 село Середній Майдан занесено до переліку населених пунктів, яким відповідно до Закону України «Про статус гірських населених пунктів в Україні» надається статус гірських.
Через с. Середній Майдан та Вишнівці пролягає дорога обласного значення "Богородчани-Ланчин"
У селі також присутня школа - Середньомайданська гімназія

## Географія
Село знаходиться на півночі пруту.
У Середньому Майдані багато полів та пагорбів. Оточений лісами у яких є запавші і напів заблоковані дороги у різні села (Ларище, Гаврилівка, боднарів, верхній Майдан та кубаївка)

## Герб
У золотому полі виникають підвищені зелені пагорби, обтяжені срібною квіткою із золотою серцевиною із червоною облямівкою, що супроводжується зверху двома срібними квадратами в балку. На крайніх пагорбах по одній зеленій ялинці.

## Історія
На території теперішнього села знаходиться городище доби раннього заліза, що ймовірно належить до Ґава-голіградської культури.
Село відоме з другої половини XVIII ст. Вся територія сучасного Середнього Майдану була колись вкрита непрохідними лісами, де ховалися кріпаки-втікачі. Вони тут виявили галявини-майдани. Від цього й пішла назва поселень: Майдан Горішній, Майдан Долішній (Граничний), Майдан Середній, Майданик.
З 1772 року (Перший поділ Польщі) село адміністративно знаходилось у складі Королівства Галичини і Володимирії, адміністративна структура якого змінювалась. Так, з 1772 по 1775 село належало до Надвірнянського циркулу (округу) Галицького дистрикту. У 1775—1782 роках — до Коломийського дистрикту Галицького циркулу. 1782 року дистрикти як адміністративна одиниця були ліквідовані, і село до 1819 року належало до Станіславського циркулу.
Станом на 1765 рік у Середньому Майдані мешкало 4 євреї.
За даними перепису населення регіону, проведеного у 1786 році, населення Старого Майдану становило 254 особи, Майдану Граничного (згодом став присілком Старого Майдану) — 52 особи. Власником села був граф Вінцентій Потоцький.

### Австрійська імперія (1804—1867) та Австро-Угорщина (1867—1918)

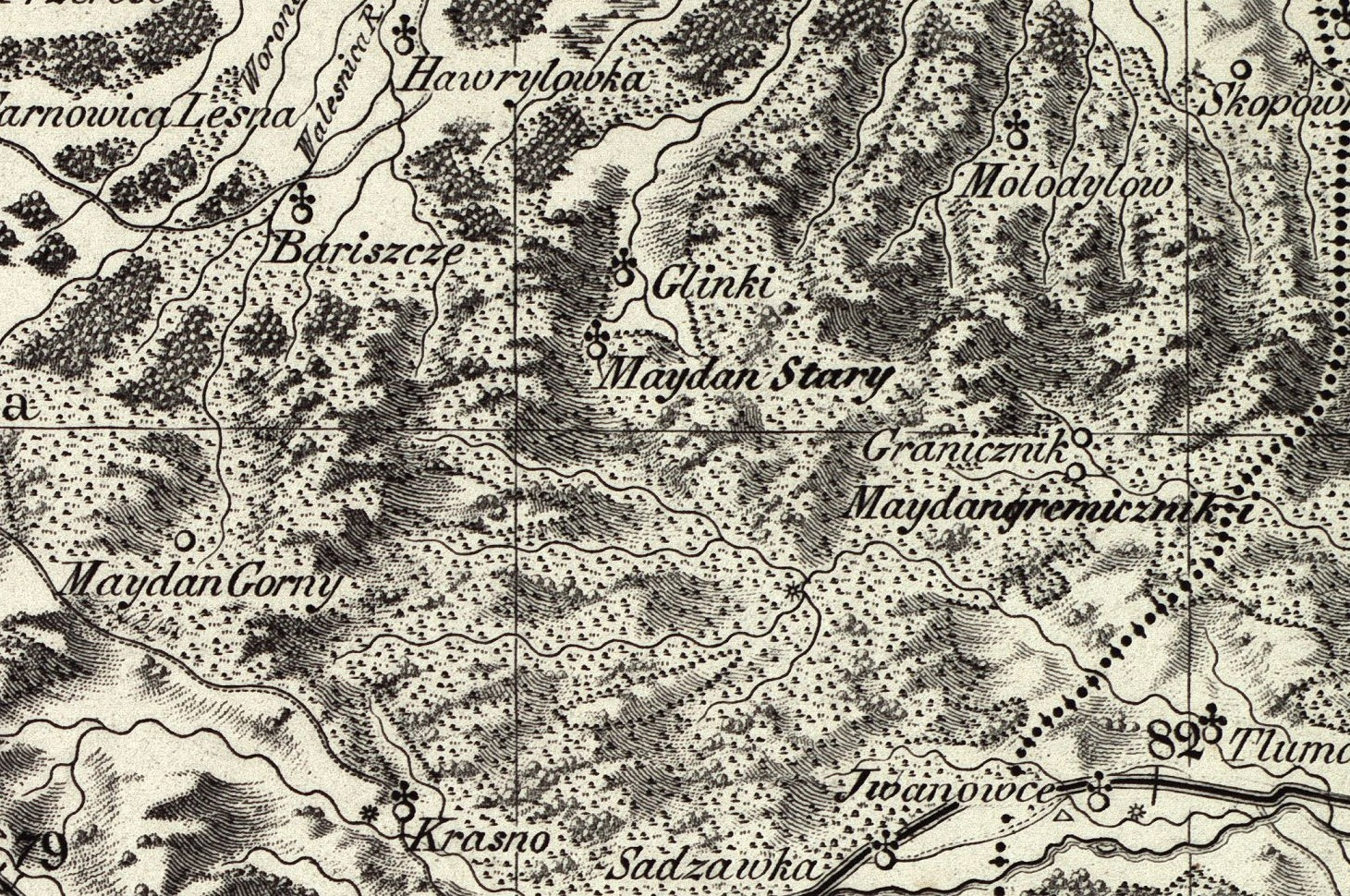
Середній Майдан на австрійській карті Галичини і Володимирії 1824 року. Село має назву Старий Майдан, окремо позначено Граничний Майдан

Село Середній Майдан та Глинки належали родині Дубсів.
Лазар Дубс, доктор медицини, володів землею та гутою, обирався депутатом Галицького сейму першої каденції в третій (міській) курії від виборчого округу міста Коломия. Виконував повноваження депутата з 1861 по 1865 рік. Станом на 1862 рік Лазар Дубс значився у довідниках лікарем, що проживає у Середньому Майдані. Мав відповідну освіту: у 1832 році він захистив дисертацію з медицини на тему кровохаркання у Віденському університеті.
Після його смерті села перейшли у власність до його сина Альфреда Дубса (роки життя 1861—1897), який, ймовірно, мешкав у Відні.
1860-ті роки були роками неврожаю, зубожіння населення, голоду та епідемій. 1865 року Галицький Сейм розглядав сотні звернень від сільських громад про відміну чи відстрочення стягнення податків та надання грошової допомоги задля запобігання голоду. Громада Середнього Майдану та Глинок також через свого посла звернулася до Сейму:
Станом на 1876 рік у селі вже була початкова школа, у якій вчителював Михайло Данилович (пол. Michał Daniłowicz).
У 1880 році у селі Середній Майдан проживало 880 мешканців і в Граничному Майдані ще 70. «Власність більша» налічувала орної землі 109, луків і садів 577, пасовищ 46, лісу 5547 морґів. «Власність менша» — орної землі 319, луків і садів 528, пасовищ 43, лісу 3 морґи.
В селі була каплиця і ґмінна позичкова каса з капіталом 236 «злотих в австрійській валюті». Греко-католицька парафія знаходилась у сусідньому селі Глинки, а римо-католицька — в Отинії. Станом на 1866 рік священником у греко-католицькій церкві Святого Миколая у Глинках був Антоній Депутович (народжений у 1824 році, висвячений у 1851 році); церква налічувала 1201 парафіян з сіл Глинки і Середній Майдан.
В 1914—1916 роках в Середньому Майдані було організовано читальню «Просвіти», яка розмістилась біля сільської церкви (найімовірніше, збудованої у кінці ХІХ століття).

#### Промисловість у селі

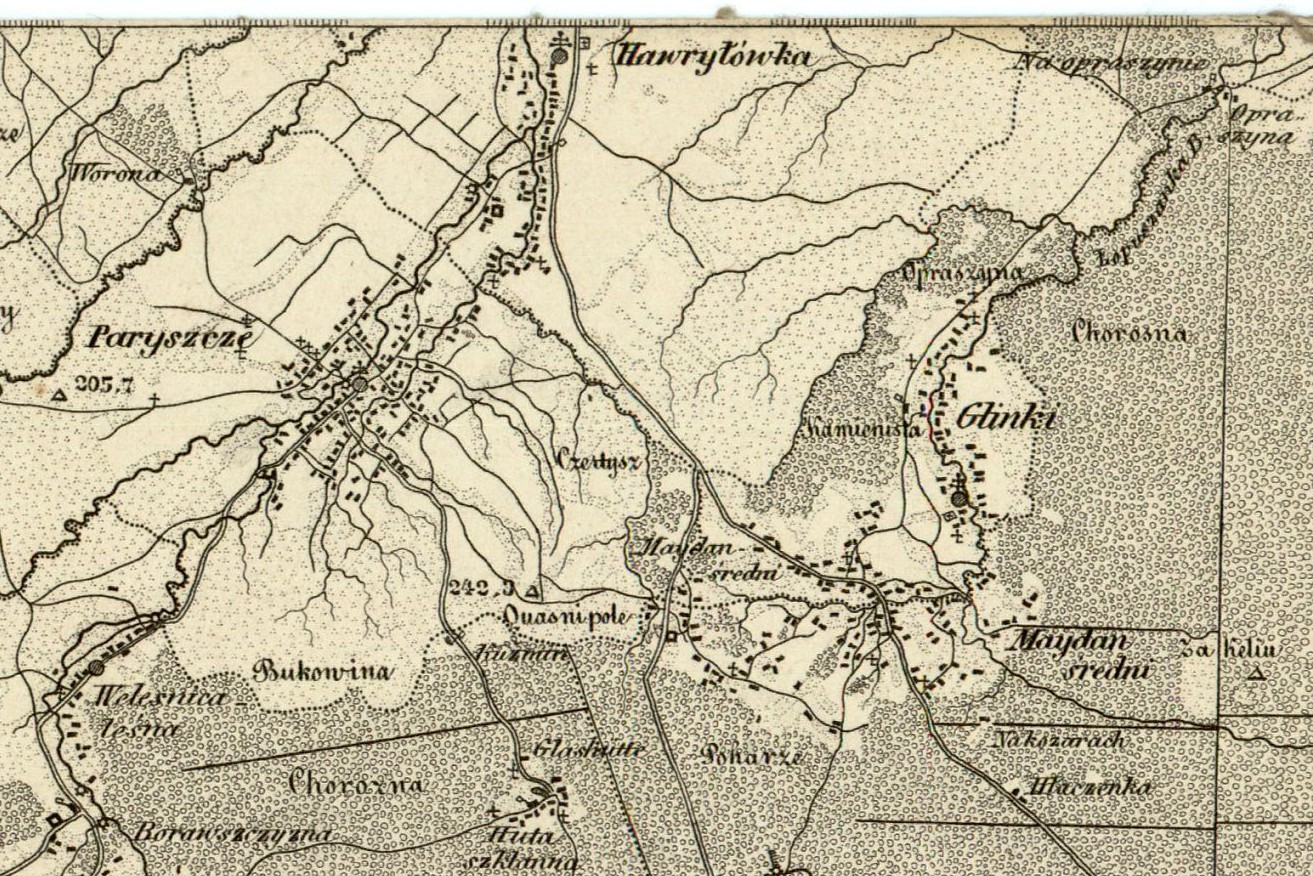
Середній Майдан на адміністративній карті Галичини і Лодомерії 1855 року. У селі є дві каплиці (хрести на карті); за селом на південь хутори Глаченка і На козарах; на південний захід — скляна гута; село оточують ліси Хоросна і Погаже.

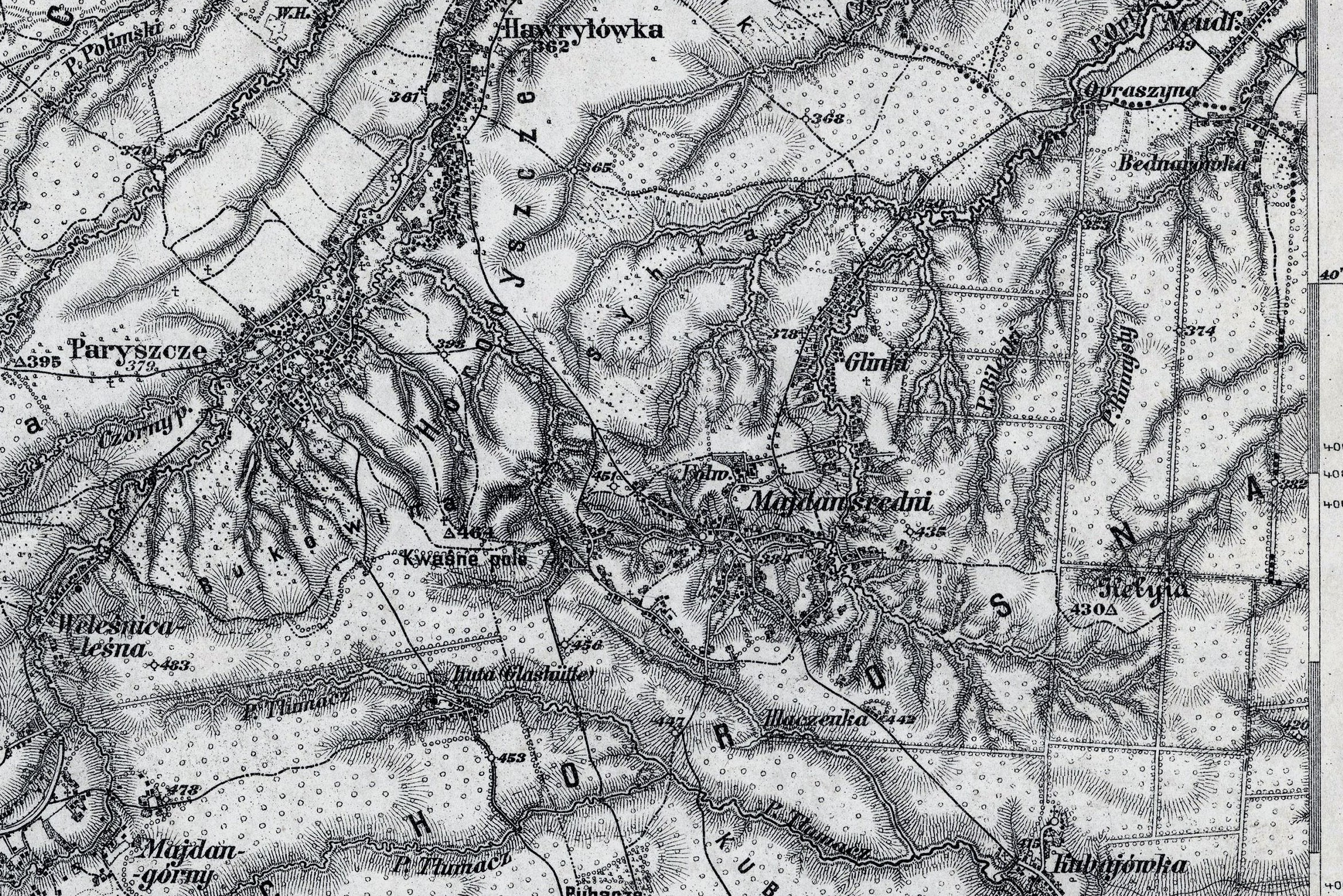
Середній Майдан на австро-угорській карті 1874 року. Відмічені висоти та умовно намальований рельєф місцевості.

Виробництво скла у Середньому Майдані мало давню історію. Перша згадка про скляну гуту датується 1839 роком. Декретом від 24 червня 1839 року Крайова губернія у Львові дозволила Феліксові Вільгельмові Гольберштамові відкрити в селі скляну гуту. А вже 9 листопада 1853 року з проханням дозволити йому продовжувати виробництво скла на цій гуті звернувся Лазар Дубс, на що була дана згода 9 травня 1854 року. Станом на 1885 рік на скляній гуті Дубса працювали: 31 чоловіків, 3 жінок та 18 підлітків протягом 160 днів на рік. 1898 року на ній працювало 69 робітників, а в 1907 та 1909 роках — по 64.
У 1901 році робітники працювали 3,5 зміни по 12 годин на тиждень, а заробітна плата на тиждень складала (у коронах): тафельники (2 особи) — відповідно по 40–50; помічники тафельників (5) — по 10; дувачі (9) — по 34–36; випрямлювачі тафель (2) — по 18; пакувальник (1) — 12; кочегари (2) — по 7; майстер (1) — 75–80.
У 1908 році їх платня була (у коронах): тафельники (5 осіб) — відповідно по 50; помічники тафельників (5) і дувачів (24) — по 10; дувачі (16) — по 25–30; випрямлювачі тафель (2) — по 12–15; пакувальник (1) — 15; кочегари (2) — по 7; поденні робітники (4) — по 1,5–2,5 за день; майстер (1) — 35—45.
У 1907 році головний будинок скляної гути згорів, проте в 1908 його відбудували.
У 1912 році у Середньому Майдані «Нагель Ізраель державна гута скла» (у власності «Блау і Епштейн» у Кракові і братів Рубінштейнів у Львові) випускала листове скло, пляшки, аптечну тару. Тут працювало 60 робітників.
Станом на 1880 рік в селі знаходився паровий тартак (лісопильня) потужністю 10 коней, з 2 траками, 12 пилами звичайними і 1 циркулярною, а також водний тартак з 1 траком і 2 звичайними пилами. Перший з них щороку переробляв 4050 куб. метрів ялиці і смереки і видавав 2850 куб. метрів дощок, брусів і лат. А другий переробляв 230 куб. метрів деревини і видавав 150 куб. метрів дощок, брусів і лат. Більший тартак, окрім того, щороку виробляв 1 000 000 шт. ґонту.
Станом на 1912 рік в Середньому Майдані функціонував млин Мойзеса Авґенбліка та Антонія Зілинського.

#### Перша світова війна

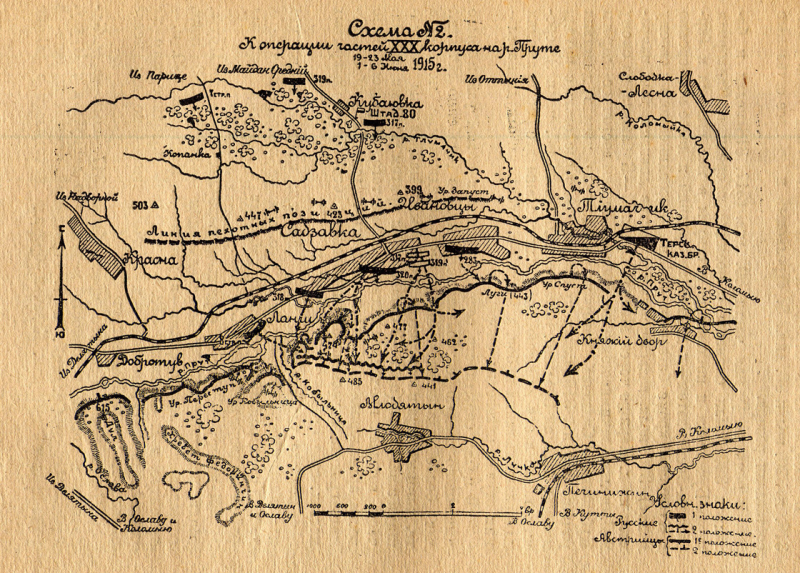
Операція частин ХХХ армійського корпусу на Пруті і в передгір'ях Карпат між Делятином і Коломиєю 19 — 24 травня (1 — 6 червня) 1915 року (Прутська операція). Середній Майдан зверху на схемі

Під час т. зв. Прутської операції 1 — 6 червня 1915 року Першої світової війни, у Середньому Майдані дислокувався Бугульминський 319-й полк 80-ї піхотної дивізії під командуванням Дмитра Парського, який докладно описав перебіг операції у своїх спогадах.

### Західноукраїнська Народна Республіка (1918—1919)
Середній Майдан територіально належав до Західноукраїнської Народної Республіки, проголошеної у 1918 році. В результаті польсько-української війни у липні 1919 року місцевість відійшла Польській Республіці.

### Польська окупація (1919—1939)
Станом на 1921 рік Середній Майдан був центром сільської ґміни у Надвірнянськім повіті Станиславівського воєводства другої Речі Посполитої. До ґміни входили також села Беднарівка, Бредтгайм, Глинки, Седліска.
1 липня 1924 р. розпорядженням Ради Міністрів Польщі з ґміни Майдан Середній Надвірнянського повіту вилучено присілок Сєдліска Бредтгайм і утворено з нього нову ґміну.
З 1 серпня 1934 року до 17 вересня 1939 року до ґміни Середній Майдан входили села Середній Майдан, Гаврилівка, Горішній Майдан, Парище і Велесниця.
Згідно з переписом населення Польщі 1921 року, у Середньому Майдані був 321 будинок, населення складало 1733 осіб. З них: 826 чоловіків (47,7 %) і 907 жінок (52,3 %).

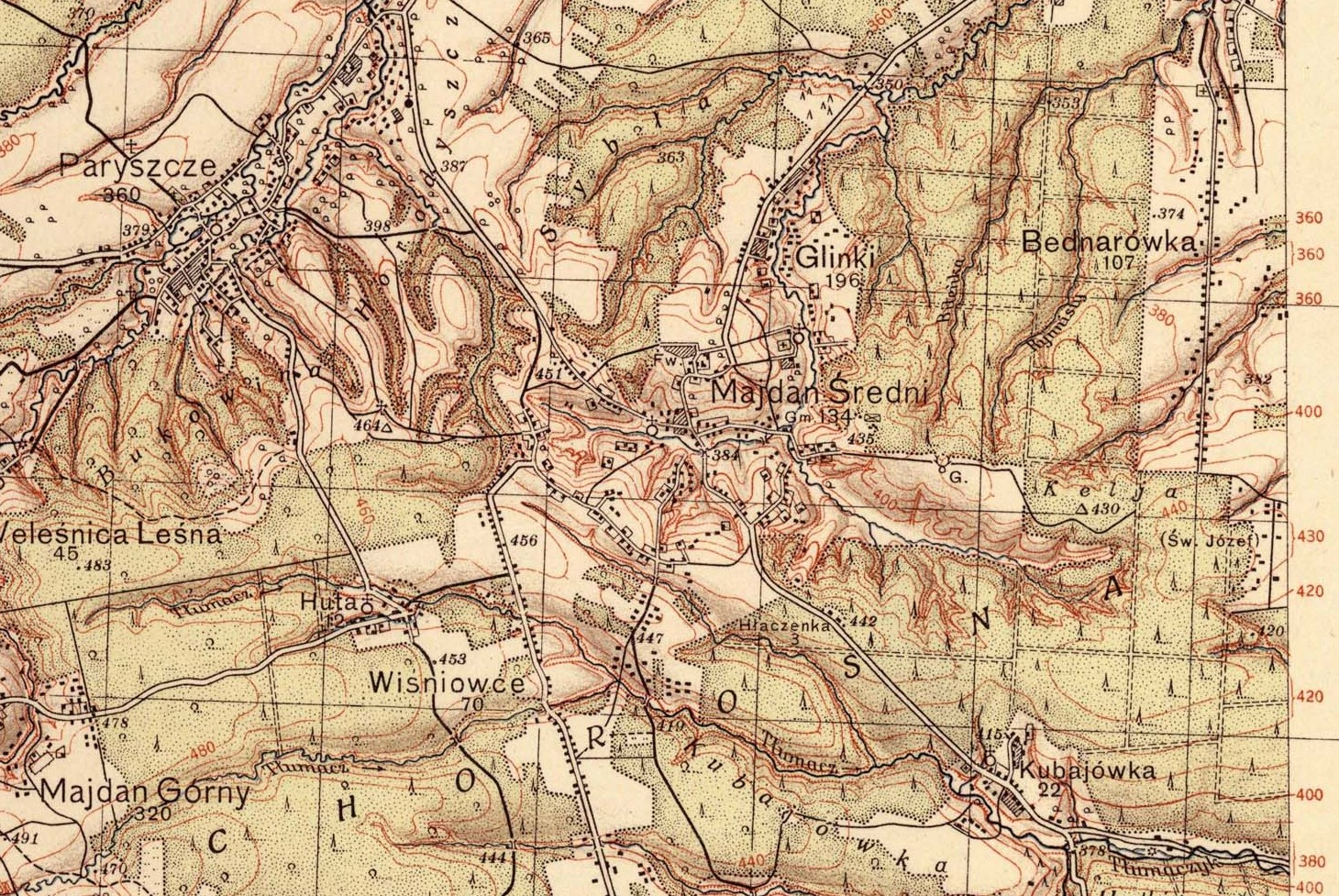
Середній Майдан на польській тактичній карті 1929 року

За віросповіданням населення поділилося на: 913 римо-католиків (52,7 %), 751 греко-католиків (43,3 %), 1 іншого християнського визнання (0,1 %), 68 юдеїв (3,9 %). Національний склад населення села був такий: 1235 поляків (71,3 %), 477 українців (27,5 %), 21 євреїв (1,2 %).
На 1.01.1939 в селі з 3 320 жителів було 1 800 українців-грекокатоликів, 190 українців-латинників, 1 240 поляків, 80 євреїв і 10 німців, причому поляки проживали у присілку Вишнівчани і частково — у присілку Кубаївка, а в центральній частині (власне, селі Майдан Середній) населення було українським.
У 1924 році в Середньому Майдані діяла дахівкарня дідича Мойзеса Боднара, де працювало 4 робітники, що виготовляли до 40–50 тис. дахівок в рік.
Того ж року Мойзес Боднар подав старості прохання на видачу дозволу на ведення скляної гути, тартаку та млина. А в 1928 році староста вимагав плану та опису гути з погрозою, що при неподанні цих матеріалів розпорядиться закрити гуту. Документи були подані, і 14 січня 1929 року проведено огляд гути та встановлено, що зміна на гуті тривала по 12 годин.
Після закінчення першої світової війни читальня «Просвіти» відновила свою роботу, а саме з 1925 року. Вона займала в селі досить помітне місце в формуванні громадської думки. Активісти «Просвіти» брали участь у проведенні фестин, ставились п'єси, діяв читацький гурток. За даними 1930 року, читальня була україномовною, видавала книжки на безоплатній основі своїм членам, працювала 1 день на тиждень 6 годин.
У травні 1926 року учні початкових класів середньомайданської школи, разом з мільйонами інших громадян Речі Посполитої, взяли участь у привітанні США із 150-ю річницею Декларації незалежності - підписали «Польську Декларацію Сполученим Штатам про захоплення і дружбу». Завдяки цьому зберігся поіменний перелік учнів (див. відскановані сторінки).

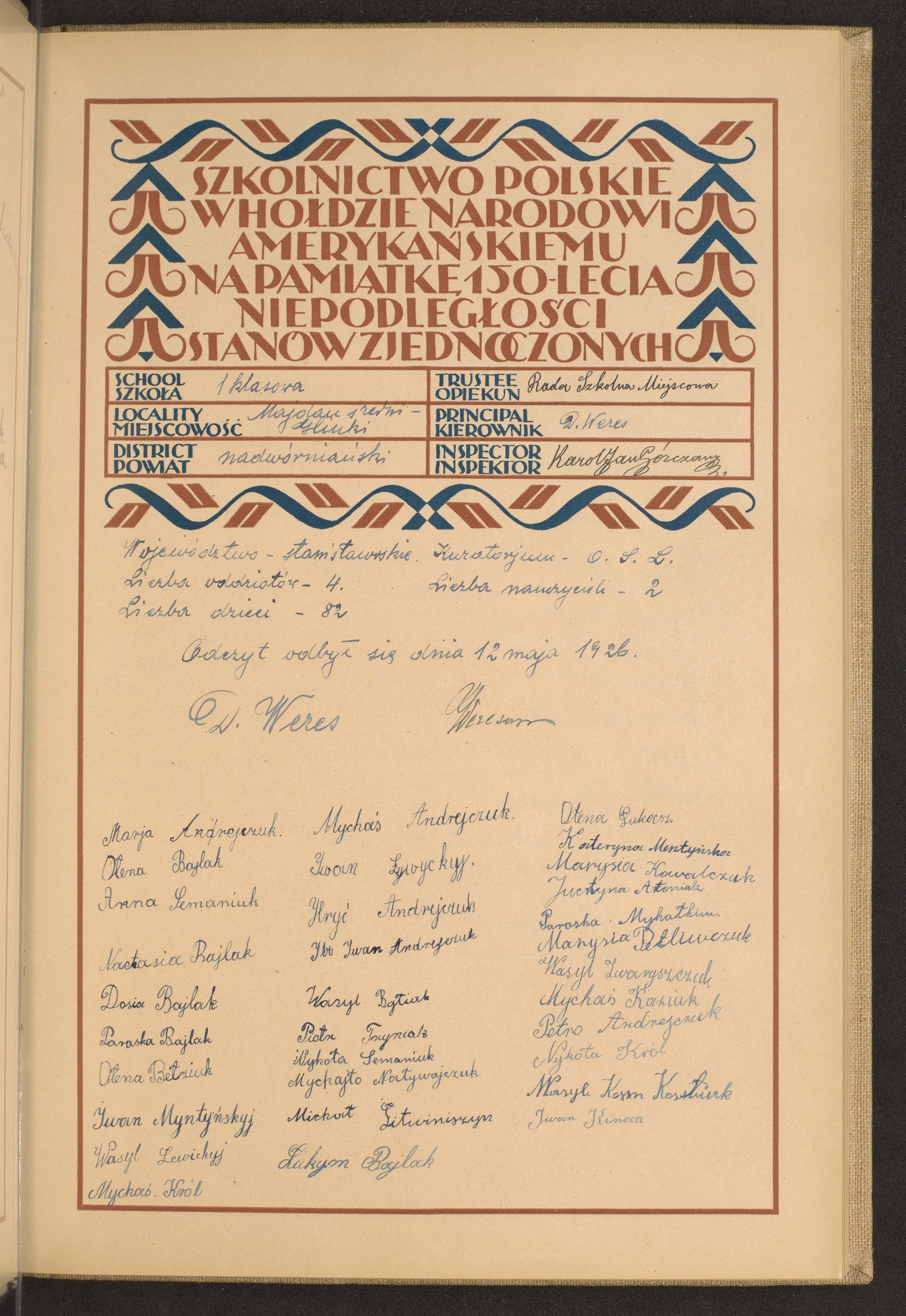
Польська Декларація Сполученим Штатам про захоплення і дружбу, том 56, сторінка 31, 12 травня 1926 року
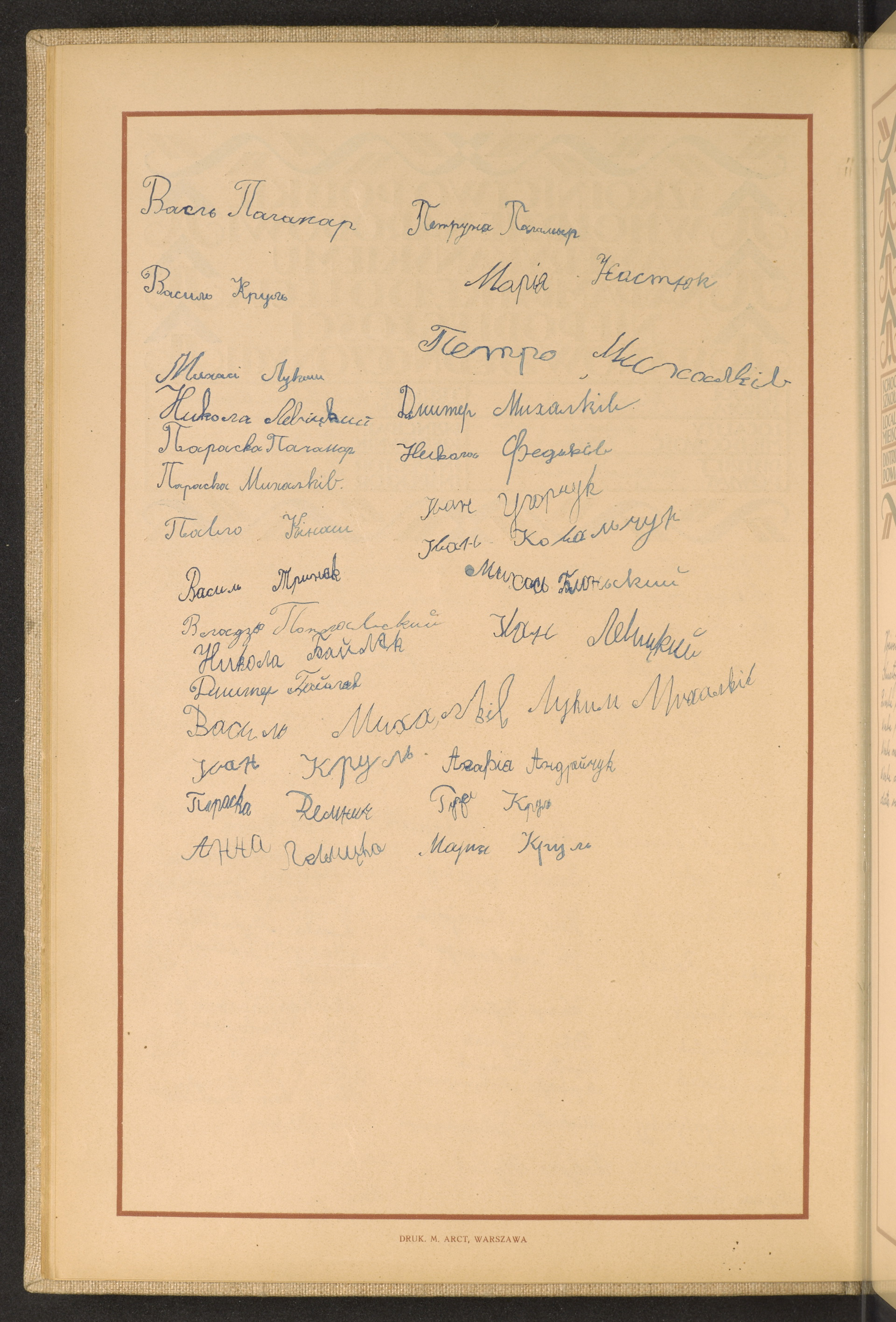
Польська Декларація Сполученим Штатам про захоплення і дружбу, том 56, сторінка 31, 12 травня 1926 року
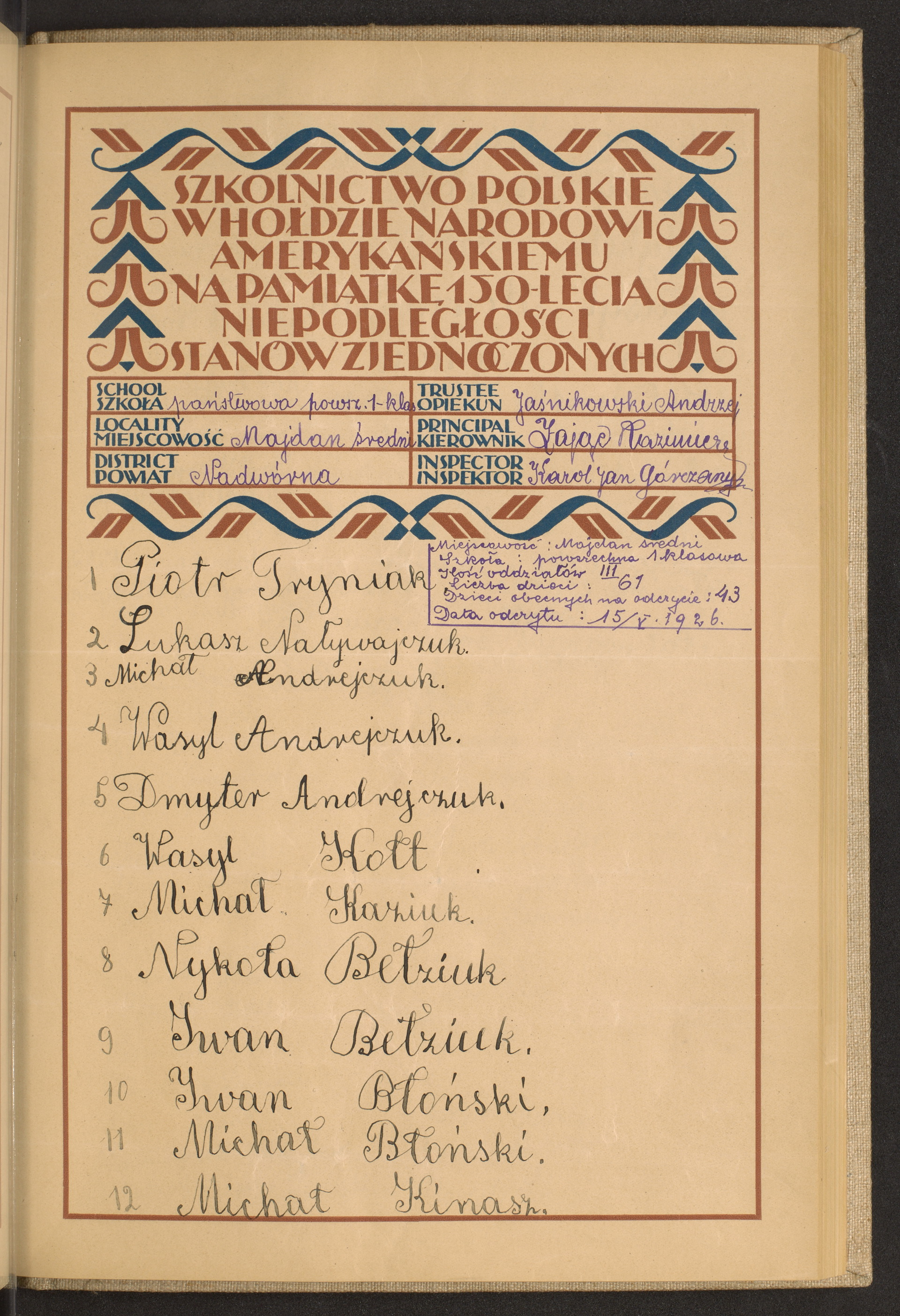
Польська Декларація Сполученим Штатам про захоплення і дружбу, том 99, сторінка 129, 15 травня 1926 року
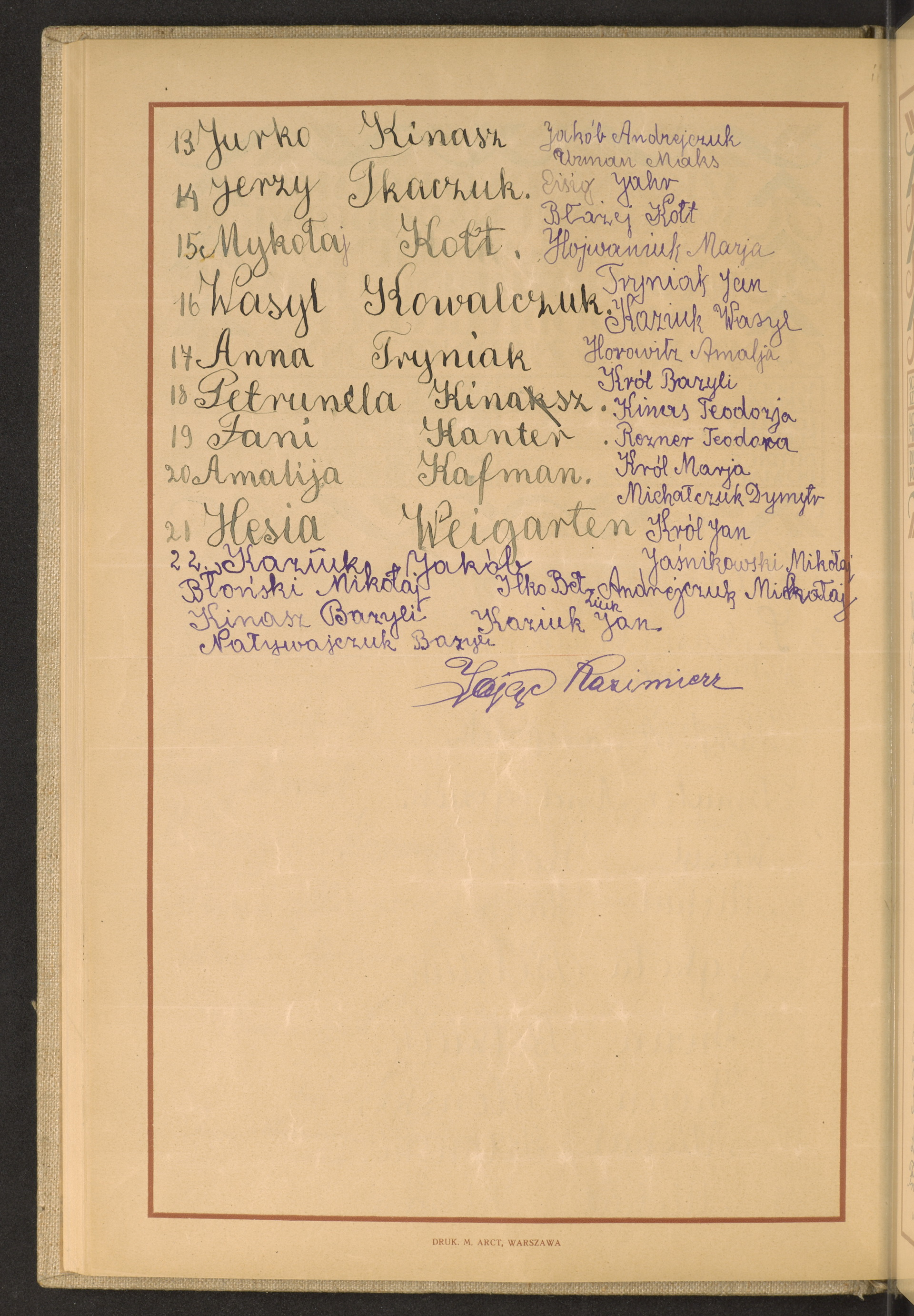
Польська Декларація Сполученим Штатам про захоплення і дружбу, том 99, сторінка 130, 15 травня 1926 року

Про Середній Майдан 1930-х років маємо такі спогади Анни Жєнок (пол. Anna Zienok), яка народилася у селі 1924 року, а в 1942 році була разом з іншими дівчатами польського походження вивезена на примусові роботи до Німеччини:
Розпорядженням Ради міністрів 28 травня 1934 року присілок Майдан Граничний переданий з сільської гміни Майдан Середній Надвірнянського повіту до гміни Тлумачик Коломийського.

### Радянська окупація і анексія Західної України (1939—1941)
Після анексії СРСР колишніх східних воєводств у 1939 році, т. зв. польське осадництво стало однією з категорій злочинів у радянській юридичній системі. Власність осадників націоналізувалася, а самі вони депортувались або на територію Польщі (що на той час уже була окупована Німеччиною), або на спецпоселення у північних регіонах СРСР. За даними сайту «Жертви політичного терору в СРСР» (рос.), 20 осіб, що народилися і/або проживали у Середньому Майдані, були засуджені у січні — лютому 1940 року та вислані на спецпоселення.
Зокрема, родини Пакетів (4 особи), Солтесів (6 осіб) та Шпеків (7 осіб) були заслані у поселення Новий Бит Лальського району Архангельської області РСФСР (зараз частина міста Лальськ Лузького району Кіровської області).
Окремі особи були виселені: 2 особи — у поселення Килтово Залізничного району Республіки Комі РСФСР (зараз Княжпогостський район Республіки Комі), 1 особа — у поселення Камєнка Підосинівського району Архангельської області (зараз Підосинівський район Кіровської області).
Ще один уродженець Середнього Майдану, що мешкав у Свердловській області, був засуджений до 10 років у виправно-трудових таборах у травні 1946 року.

### Німецька окупація Західної України (1941—1944)

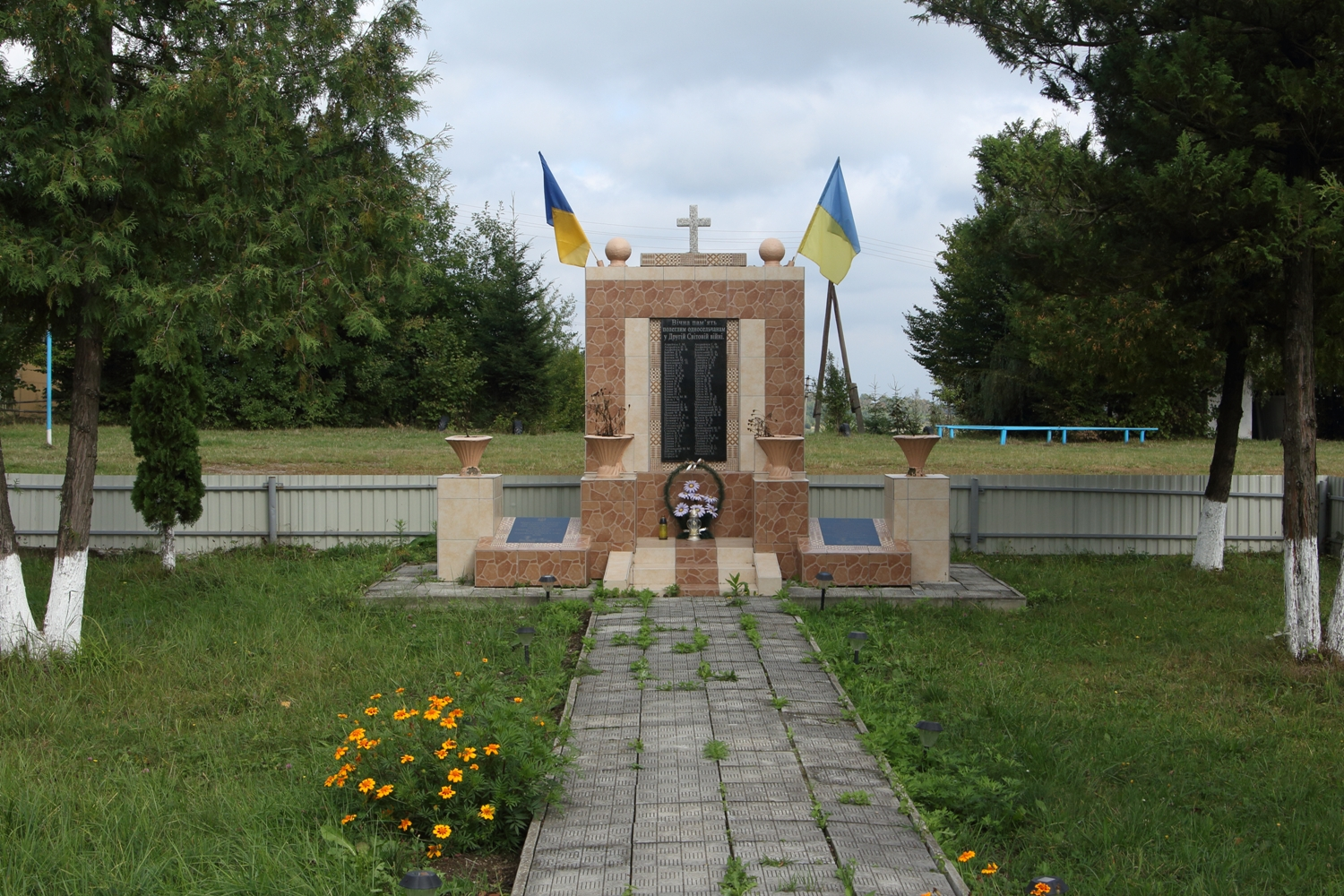
Пам'ятник загиблим у Великій Вітчизняній війні у с. Середній Майдан

Після окупації Німеччиною та її союзниками західноукраїнських земель у 1941 році, Середній Майдан втратив статус центру сільської ґміни, як це було протягом 1934—1939 років. Натомість у серпні 1941 року була утворена сільська ґміна Гаврилівка з центром у відповідному селі, яка об'єднала села Беднарівка, Глинки, Ломаджин, Горішній Майдан, Середній Майдан, Парище, Долішня Велесниця, Лісна Велесниця. Місцевість загалом належала до Станіславського повіту Дистрикту Галичина Генерал-Губернаторства Польщі.
Не існує наразі точних даних, що сталося з єврейською громадою, що проживала у Середньому Майдані, під час німецької окупації. Однак, відомо, що Надвірна була окупована 1 липня 1941 року румунськими військами, наприкінці серпня — їх змінили німецькі війська. Переселення євреїв до Надвірнянського гетто розпочалось восени 1941 року. Масові розстріли відбувались у жовтні 1941 року та квітні 1942 року.
У Центральній базі даних імен жертв Шоа (Голокосту) меморіалу Яд Вашем містяться імена 11 осіб, що народилися і/або проживали у Середньому Майдані. Дати їх смерті 1941—1942 роки.
Задокументовані свідчення Віктора Боднара (1937 р. н.), внука Мойзеса Боднара (згаданого вище власника дахівкарні та скляної гути у Середньому Майдані) про спасіння від розстрілу восени 1941 року. Родина Боднарів проживала на той час у Надвірні. Знайомий священник Адольф Жолтинський (Adolph Zoltinski) підробив документи, що підтверджували, що батько й мати Віктора Боднара були християнами і нібито вінчалися у католицькій церкві. Саме завдяки цим документам син Мойзеса Боднара з дружиною і сином врятувалися. Їх 41 родич та решта євреїв були розстріляні 6 жовтня 1941 року в урочищі Буковинка на околиці Надвірни.

### УРСР (1944—1991)
Після закінчення другої світової війни у селі відновила роботу хата-читальня, вона знаходилась у тому самому будинку колишньої «Просвіти». Фонд бібліотеки був невеликий, а в 1947 році хата-читальня згоріла. Після цього було відкрито сільську бібліотеку в хаті Гриджука Михайла. 1957 року було збудовано приміщення клубу, в якому розмістилась і бібліотека. За часів незалежної України, бібліотека перемістилася у приміщення дитячого садка.
За радянських часів, у селі створено колгосп ім. Щорса. Господарство мало 2010 га землі, спеціалізувалося на тваринництві і на вирощуванні льону-довгунця. Колгосп з 1965 року спеціалізувався на відгодівлі великої рогатої худоби. З допоміжних підприємств працювали млин і пилорама.
З 1959 по 1990 рік у лісі між селами Середній Майдан і Лісна Велесниця розташовувалась військова частина 40-го ракетного полку 44-ї Камишинської ракетної дивізії.
Населення села за результатами перепису 1989 року становило 971 особу, з них 451 чоловіків (46,4 %) і 520 жінок (53,6 %).

#### Українська повстанська армія
З 1944 року на Західній Україні, майже у кожному населеному пункті, починають створювати з місцевих жителів так звані «винищувальні батальйони», які у народі прозивали «стрибками» (від російського слова «истребитель»). Вони повинні були захищати радянську владу та господарство і боротися проти українського підпілля. Так, станом на 15 серпня 1946 року станиця стрибків у Середньому Майдані налічувала 30 осіб, військовий гарнізон — також 30 осіб.
У Середньому Майдані станом на 1945 рік містився шпиталь для поранених воїнів УПА, а у сусідньому селі Глинки — для хворих на різні хвороби.
На Різдво 1945 року в урочищі Груні у Середньому Майдані були спалені воїни Української повстанської армії, про що нині нагадує символічна могила борцям за волю України.
Події 7 січня 1945 року докладніше описані у доповідній записці НКВС УРСР на ім'я Лаврентія Берії від 8 січня 1945 року:
В Електронному архіві Українського визвольного руху також зберігаються два протоколи боївок УПА про засідки на військових НКВС у жовтні 1945 року.
Станом на 1946 рік церква у Середньому Майдані була замкнена, бо не було священика.

## Україна (з 1991)

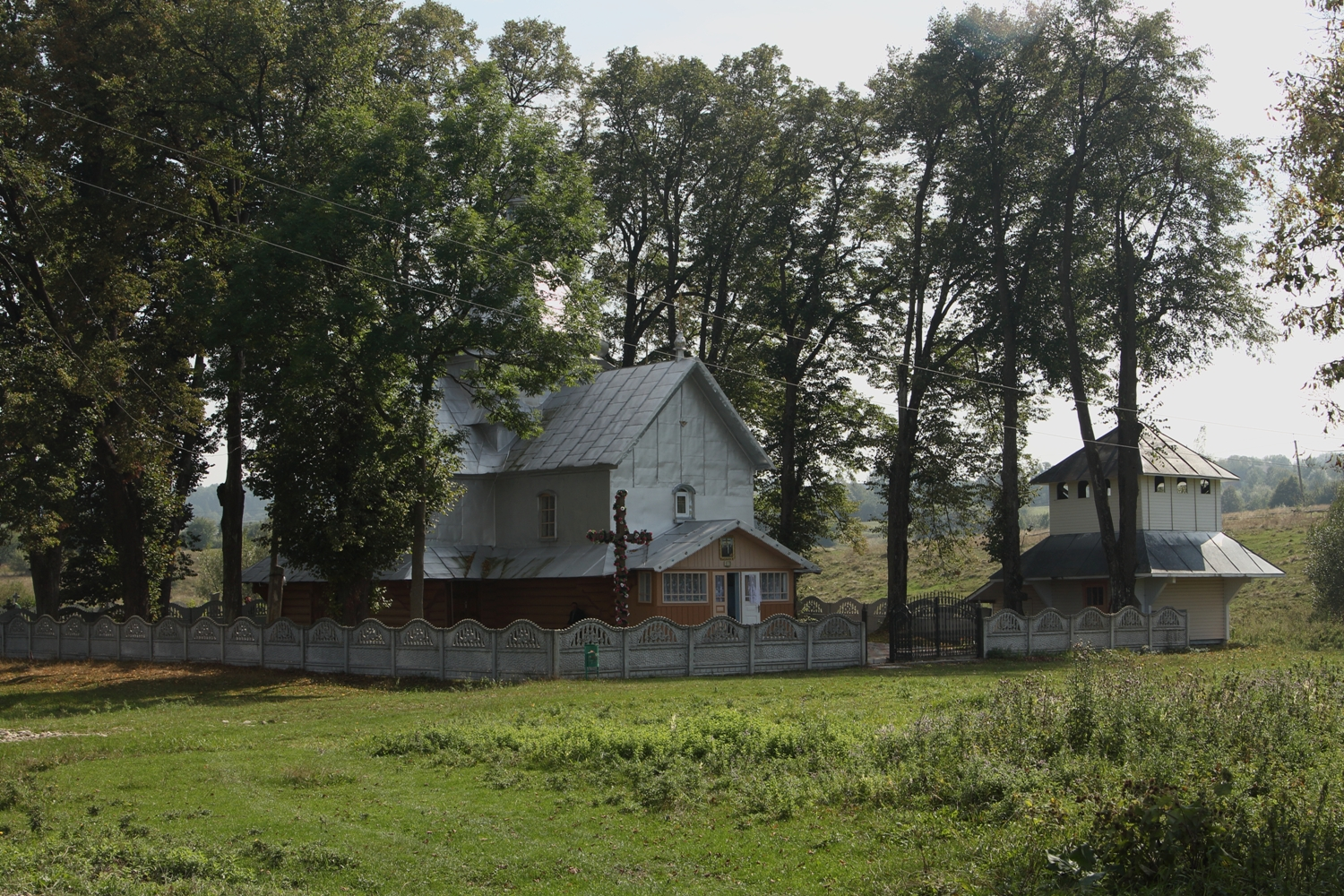
Греко-католицька церква «Чесного Хреста» у с. Середній Майдан

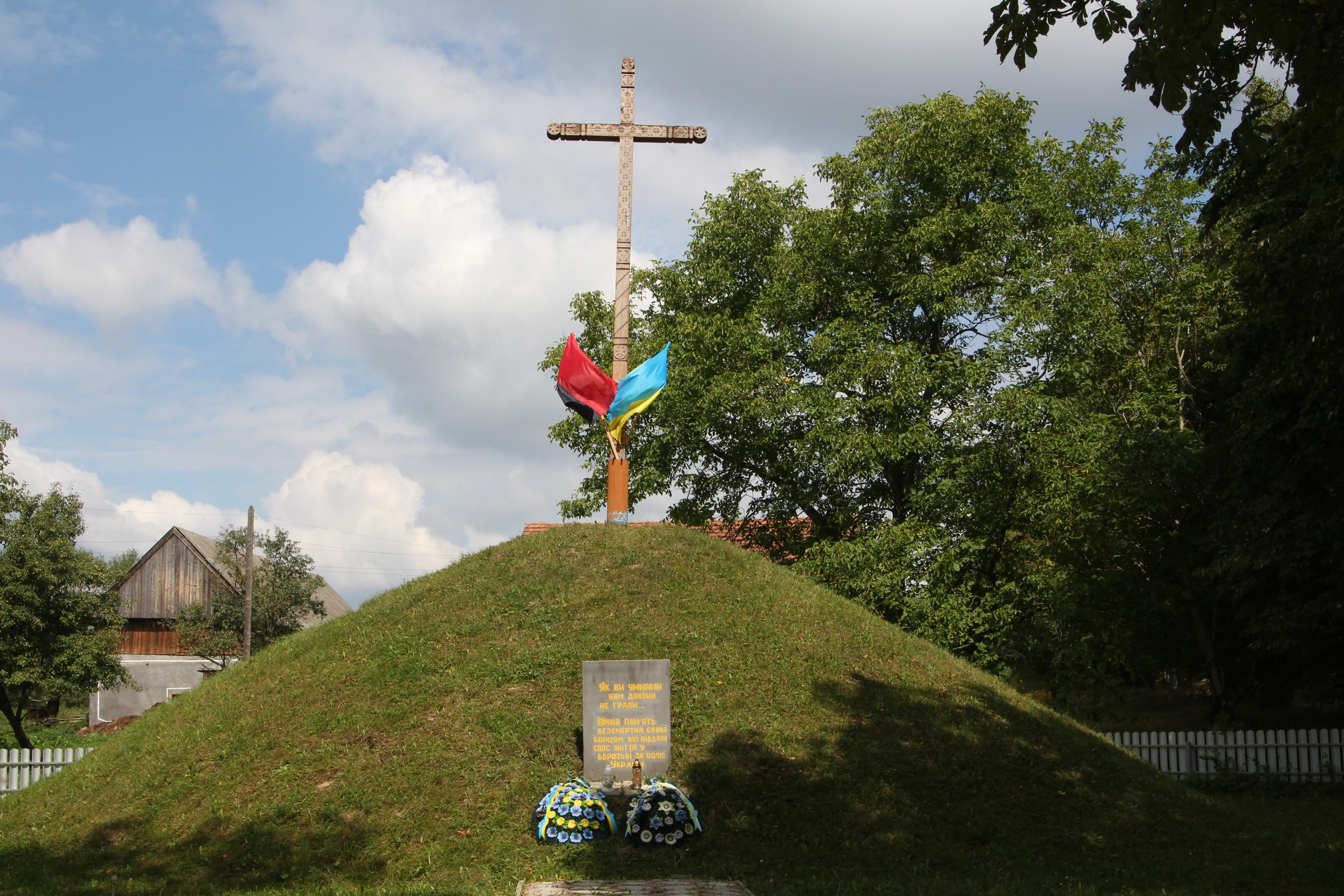
Пам'ятний хрест Січових стрільців в с. Середній Майдан Надвірнянського району

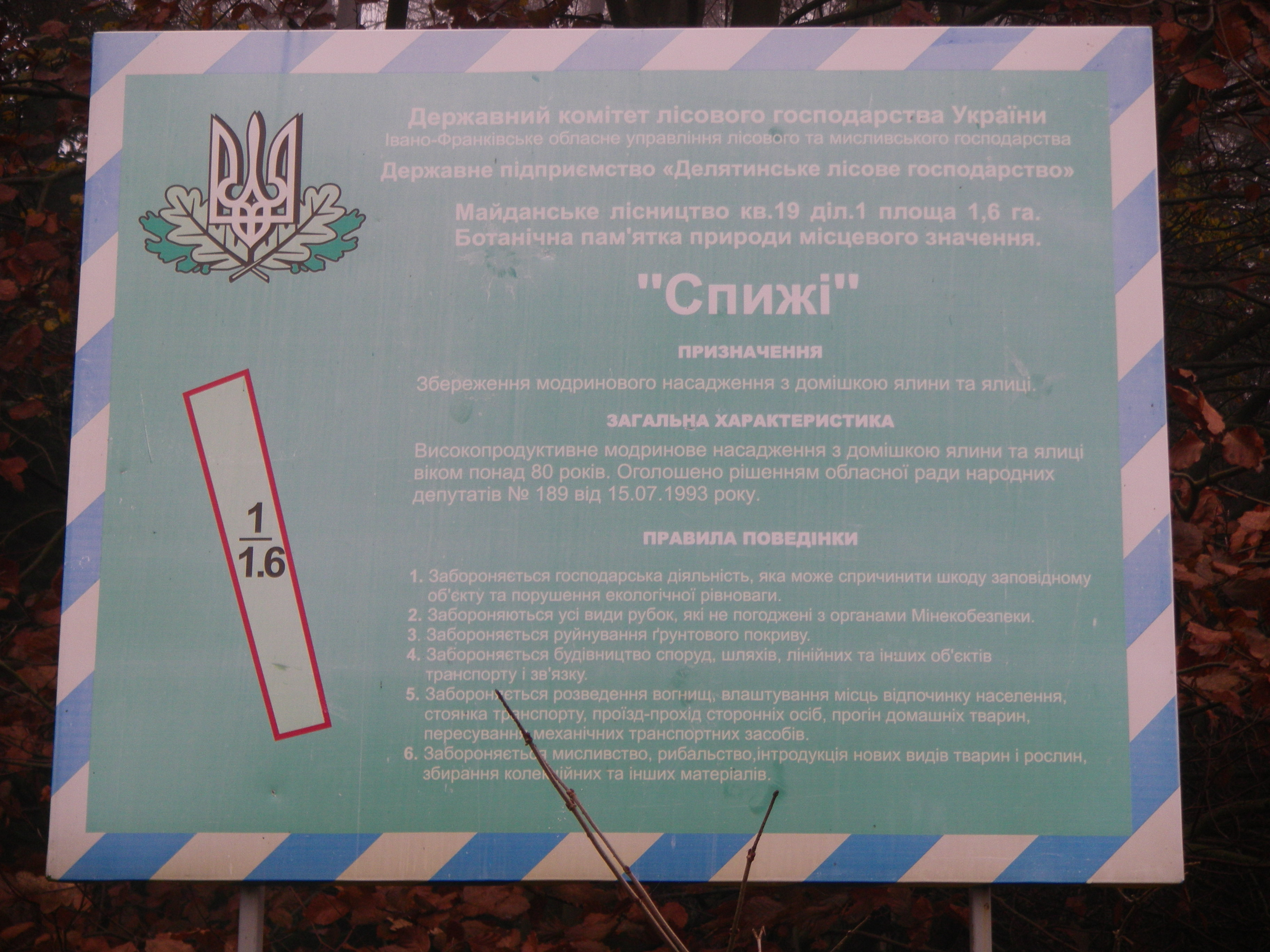
Інформаційний щит про ботанічну пам'ятку природи «Спижі», що біля с. Середній Майдан

У селі є ліцей I—III ступенів, бібліотека, будинок культури, фельдшерсько-акушерський пункт, ощадна каса, відділення зв'язку. Село не газофіковане, хоча збудовано підвідний газопровід, вуличного освітлення не має.
Колгосп у 1992 році був реорганізований у спілку селян «Рідна земля», яка припинила свою діяльність у 2007 році.
На території села зареєстрована українська греко-католицька церква «Чесного Хреста». Будівля дерев'яної церкви походить, ймовірно, з ХІХ ст., хоча точний рік невідомий.
Футбольна команда «Факел» представляє село на чемпіонатах Надвірнянщини.
В пам'ять про українських січових стрільців в селі по вул. Шевченка в 1993 році встановлена могила Січових стрільців та на хресті зроблено надпис: «Коли Ви вмирали, Вам сурми не грали. Ніхто не плакав за Вами». В центрі села знаходиться обеліск, на якому викарбувано прізвища жителів села, які загинули в роки німецько-радянської війни.
Біля села розташований дендропарк «Козарів», а також ботанічна пам'ятка природи «Спижі» — модринове насадження з домішками ялини та ялиці віком понад 80 років.
З 13 серпня 2018 року Середній Майдан приєднався до Ланчинської об'єднаної територіальної громади.

## Населення

### Демографія
Населення села за переписом 2001 року становило 874 особи. Усі мешканці вважають українську мову рідною мовою.
За даними Надвірнянської районної державної адміністрації, станом на 2011 рік населення села складало 1183 особи (найімовірніше, маються на увазі офіційно зареєстровані мешканці села), кількість господарств становила 506.
| Рік | Кількість осіб                                       | Кількість будинків / господарств |
| --- | ---------------------------------------------------- | -------------------------------- |
| 1786 | Старий Майдан 254, Граничний Майдан 52, усього 306   |                                  |
| 1880 | Середній Майдан 880, Граничний Майдан 70, усього 950 |                                  |
| 1921 | 1733                                                 | 321 будинок                      |
| 1989 | 971[б]                                               |                                  |
| 2001 | 874[в]                                               |                                  |
| 2011 | 1183[г]                                              | 506 господарств                  |
| [а]Дані таблиці не є порівнюваними між собою, оскільки: (1) охоплюють дещо різні сукупності людей, (2) зібрані різними методами, (3) точність збору даних за минулі століття невідома. [б] Постійне населення, тобто ті, що постійно проживають у населеному пункті, а не знаходяться у ньому тимчасово. [в] Загальна чисельність мешканців населеного пункту. Не уточнено, чи це постійне населення чи наявне. [г] Мешканці, що офіційно зареєстровані у населеному пункті (прописані). |                                                      |                                  |

### Політичні вподобання
На Виборах Президента України 2004 року у Середньому Майдані була виборча дільниця № 56 Територіального виборчого округу № 90, влаштована у місцевій сільській раді. У повторному голосуванні 26 грудня 2004 року взяло участь 618 осіб, з них:
- 97,24 % (601 осіб) підтримали Віктора Ющенка,
- 1,29 % (8 осіб) — Віктора Януковича,
- 0,16 % (1 особа) не підтримала жодного кандидата,
- 1,31 % (8 осіб) бюлетенів визнано недійсними.

На Виборах Президента України 17 січня 2010 року у Середньому Майдані була виборча дільниця № 57 Територіального виборчого округу № 88. У другому турі голосування взяло участь 429 осіб, з них:
- 86,95 % (373 особи) підтримали Юлію Тимошенко,
- 9,56 % (41 особа) — Віктора Януковича,
- 2,56 % (11 осіб) не підтримали жодного з двох кандидатів,
- 0,93 % (4 особи) бюлетенів визнано недійсними.

На Позачергових виборах Президента України 25 травня 2014 року у Середньому Майдані була виборча дільниця № 260588 Територіального виборчого округу № 88. У голосуванні взяло участь 470 осіб, з них:
- 59,15 % (278 осіб) підтримали Петра Порошенка,
- 12,13 % (57 осіб) — Юлію Тимошенко,
- 10,85 % (51 особа) — Олега Ляшка,
- 7,02 % (33 особи) — Анатолія Гриценка,
- 5,11 % (24 особи) — Олега Тягнибока,
- 5,53 % (26 осіб) — інших кандидатів,
- 0,21 % (1 особа) бюлетенів визнано недійсними.

На Виборах Президента України 2019 року у Середньому Майдані була виборча дільниця № 260528 Територіального виборчого округу № 87. У повторному голосуванні 21 квітня 2019 року взяло участь 336 осіб, з них:
- 54,46 % (183 особи) підтримали Володимира Зеленського,
- 44,05 % (148 осіб) — Петра Порошенка,
- 1,49 % (5 осіб) бюлетенів визнано недійсними.

### Мова
Розподіл населення за рідною мовою за даними перепису 2001 року:
| Мова       | Кількість | Відсоток |
| ---------- | --------- | -------- |
| українська | 874       | 100%     |

## Народились у селі

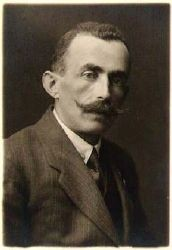
Самуель Шпіндлер (1882—1942)

- Самуель Шпіндлер (нім. Samuel Spindler; * 21 квітня 1882, с. Середній Майдан — † 11 листопада 1942, м. Брегенц , Австрія) — активний учасник Соціал-демократичної партії Австрії у 1930-х роках[84]. Самуель Шпіндель народився у присілку Майдан Граничний у Ганни Шпіндель, поза шлюбом. 1898 року, в 15-річному віці, він покинув домівку у пошуках кращої долі в інших краях. Багато років працював на випадкових роботах підмайстром. Вивчився на шевця. З 1904 року оселився у Брегенці, Австрія. Там змінив прізвище зі Шпінделя на Шпіндлера. З 1909 року став членом Соціал-демократичної робітничої партії. У місцевому осередку партії був активним оратором та організатором. Одружився з Марією Вобр (нім. Maria Vobr), але через те, що вона належала до іншої конфесії (вона — католичка, він — юдей), їх шлюб не був визнаний владою. 1910 року народжується їх перша дочка Францішка, у 1912 — Емілі. 1912 року подружжя прийняло протестантизм. 1914 року Самуель призваний до армії, але був звільнений через стан здоров'я. У 1915 помирає дружина Марія. З 1919 року Шпіндлер — секретар профспілки працівників текстильної промисловості, бере активну участь у роботі партії. 1934 року в Австрії до влади прийшли австрофашисти, і діяльність Соціал-демократичної партії була заборонена. 1938 року відбувся аншлюс Австрії з Німеччиною. На цей час Самуель Шпіндлер важко хворів. У листопаді 1942 року Самуель Шпіндлер отримав повістку на допит у гестапо у Брегенці. В ніч з 10 на 11 листопада він вчинив самогубство.[85][86]

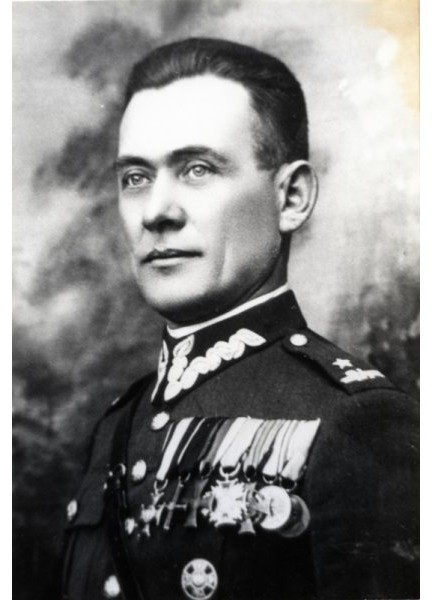
Ян Коркевич (1898—1940)

- Ян Коркевич[pl] (* 19 червня 1898, с. Середній Майдан — † квітень 1940, Харків) — підполковник піхоти Війська Польського, кавалер ордену Virtuti Militari. Був розстріляний разом з іншими польськими офіцерами у квітні 1940 року у підвалі управління НКВС у Харкові. Жертви страти поховані на цвинтарі Меморіалу жертв тоталітаризму у Харкові.
- Іван Федорович Андрейчук (псевдо: «Вихор») (1921, с. Середній Майдан — 8 жовтня 1946, хутір Кучерівка поблизу с.Грушка Тлумацького району) — командир сотні УПА «Залізні», лицар Бронзового хреста бойової заслуги УПА, учасник більш як 18 збройних акцій проти військ НКВС[87].
- Михайло Васильович Михальчук (* 18 листопада 1942, с. Середній Майдан — † 1 лютого 2013, смт. Делятин) — поет, член літературної студії «Бистрінь», відомий лісознавець, почесний член Українського товариства охорони природи, лауреат районної літературно-мистецької премії ім. Надії Попович[88].
- Оксана Іванівна Михальчук (* 18 грудня 1971, с. Середній Майдан) — кандидат філологічних наук, з 2011 року — старший науковий співробітник відділу мов України Інституту мовознавства ім. О. О. Потебні. Кандидатську дисертацію «Мікротопонімія Підгір'я» захистила 1998 року. Досліджує проблеми української ономастики, соціолінгвістики, діалектології, міжслов'янських мовних взаємин[89]. Чоловік — Кухарук Роман Васильович.
- Володимир Якович Андрейчук (* 28 лютого 1977, с. Середній Майдан) — спортсмен (гирьовий спорт, вагова категорія до 70 кг), заслужений майстер спорту (2005). Закінчив Національний університет «Львівська політехніка» (2002). Багаторазовий чемпіон світу. Багаторазовий чемпіон України. Рекордсмен світу у сумі двоборства і ривку[90]. Голова Львівського обласного осередку Федерації гирьового спорту України станом на 2010 рік[91].

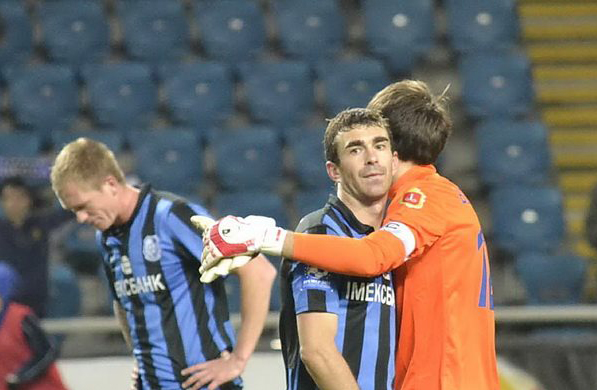
Петро Ковальчук

- Петро Ярославович Ковальчук (* 28 травня 1984, c. Середній Майдан)  — український футболіст, захисник. Відомий виступами у складі таких українських футбольних клубів, як івано-франківські «Чорногора» та «Спартак», криворізький «Кривбас», одеський «Чорноморець», а також футбольний клуб «Львів». У складі цих клубів Петро став срібним призером першої ліги чемпіонату України, а також півфіналістом та фіналістом кубку України.
- Петро Франкович Круль (* 24 квітня 1959, с. Середній Майдан) — музикознавець, валторніст, педагог. Кандидат педагогічних наук (1991), доктор мистецтвознавства (2001), професор (2003). Закінчив Харківський інститут мистецтв (1982). Відтоді працює у Прикарпатському національному університеті (Івано-Франківськ), з 2002 року — завідувач кафедри теорії та історії виконавського мистецтва[92][93].
- Петро Лук'янович Триняк (псевдо: «Чайка») (1920, с.Середній Майдан — 7 січня 1945, с. Горішній Майдан, Надвірнянський район) — командир сотні УПА (назва сотні невідома) куреня «Сивуля». Командуючи сотнею, Петро Триняк провів цілий ряд боїв і наскоків на енкаведистські гнізда в Калуському, Богородчанському і Надвірнянському районах.[94]

## Галерея

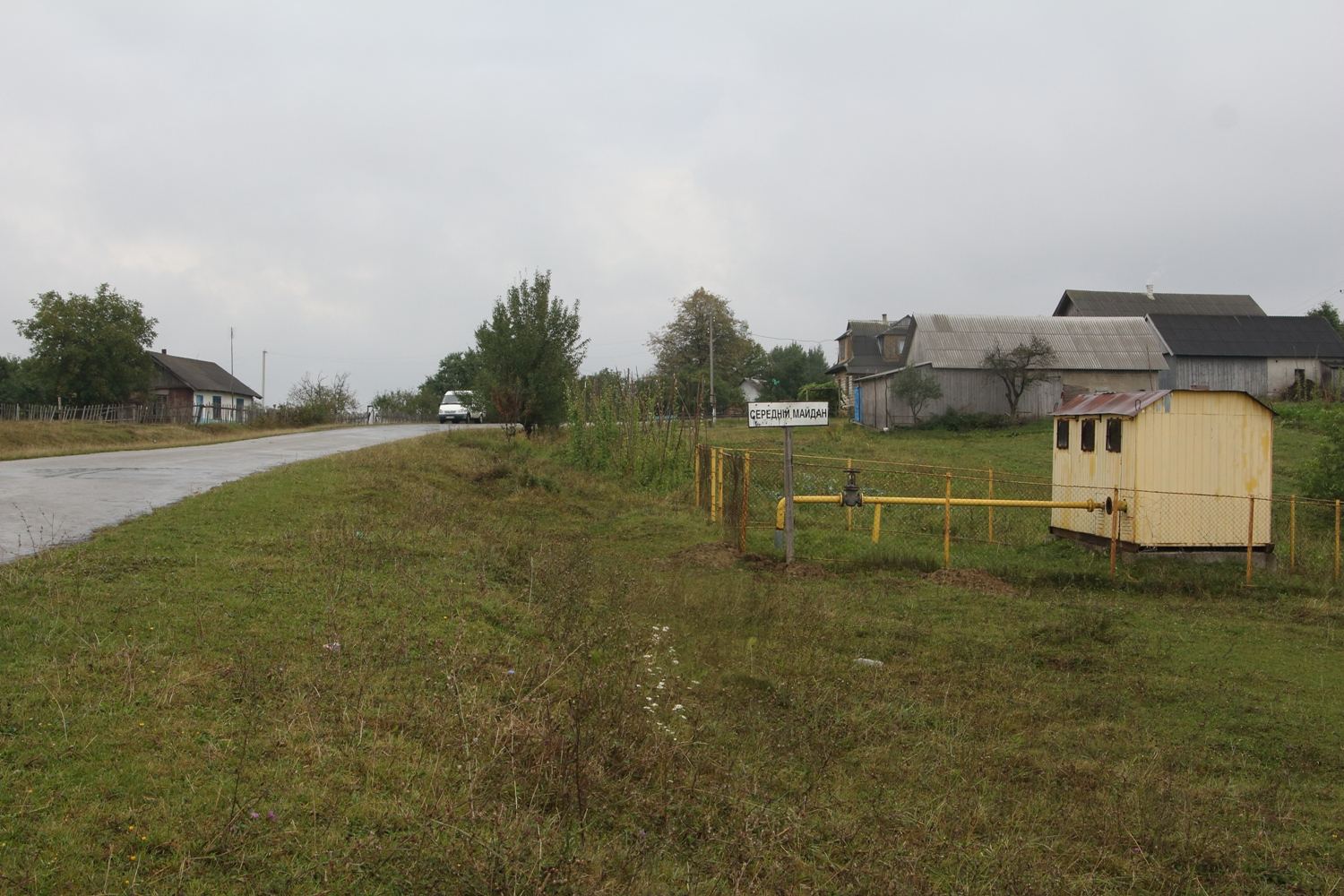
Заїзд у с. Середній Майдан з боку с. Гаврилівка
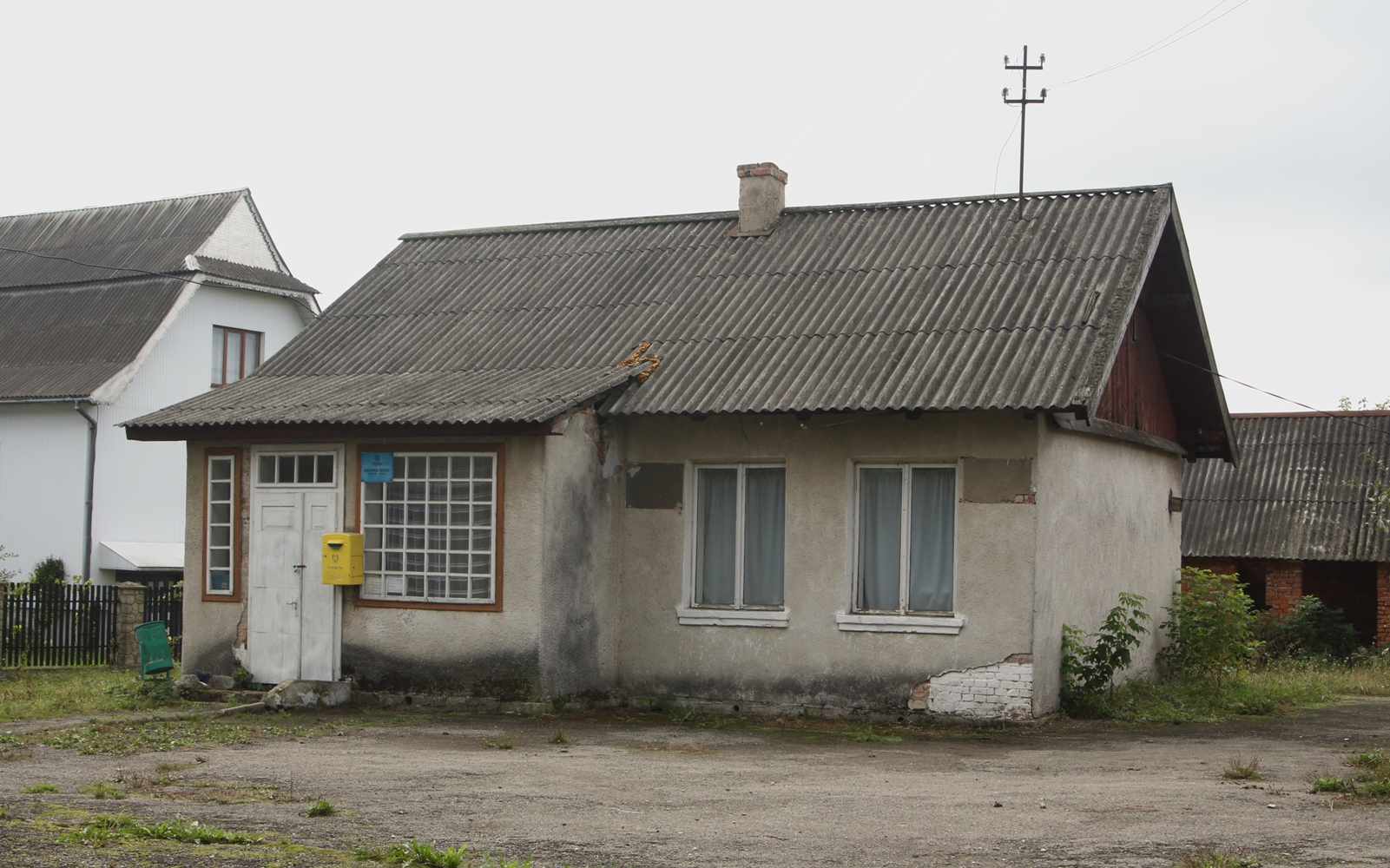
Поштове відділення
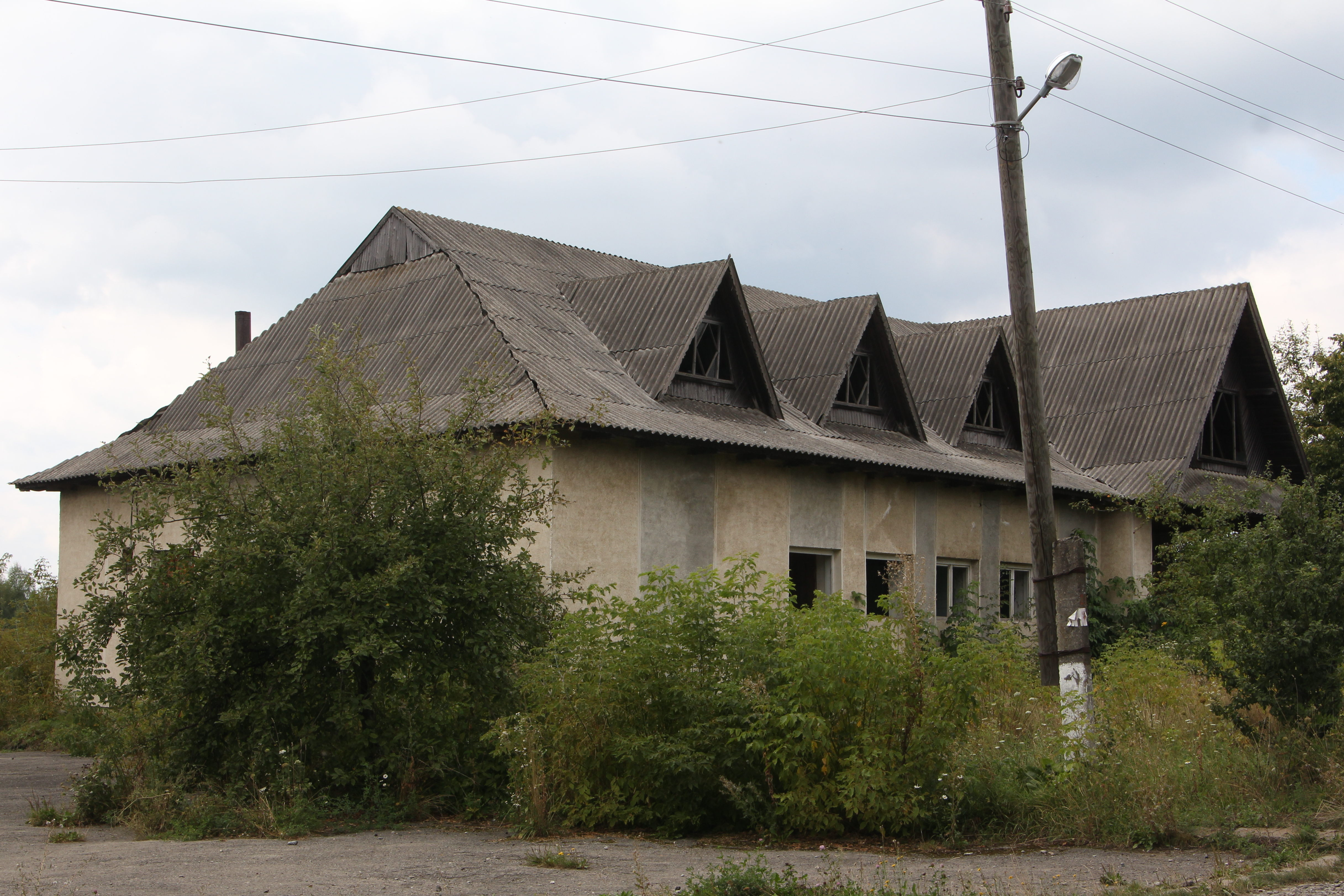
Будинок бані (не діє)
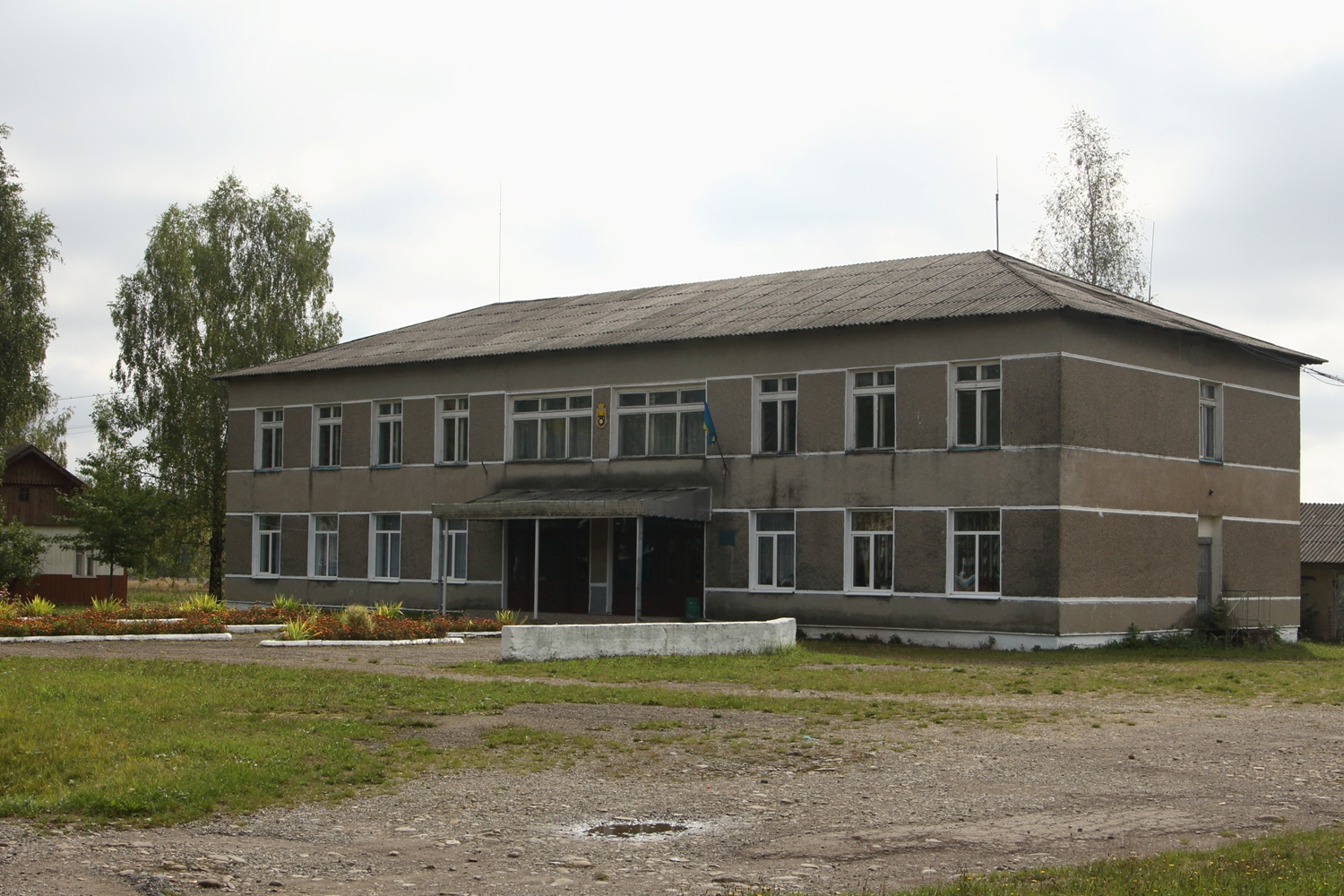
Сільська рада
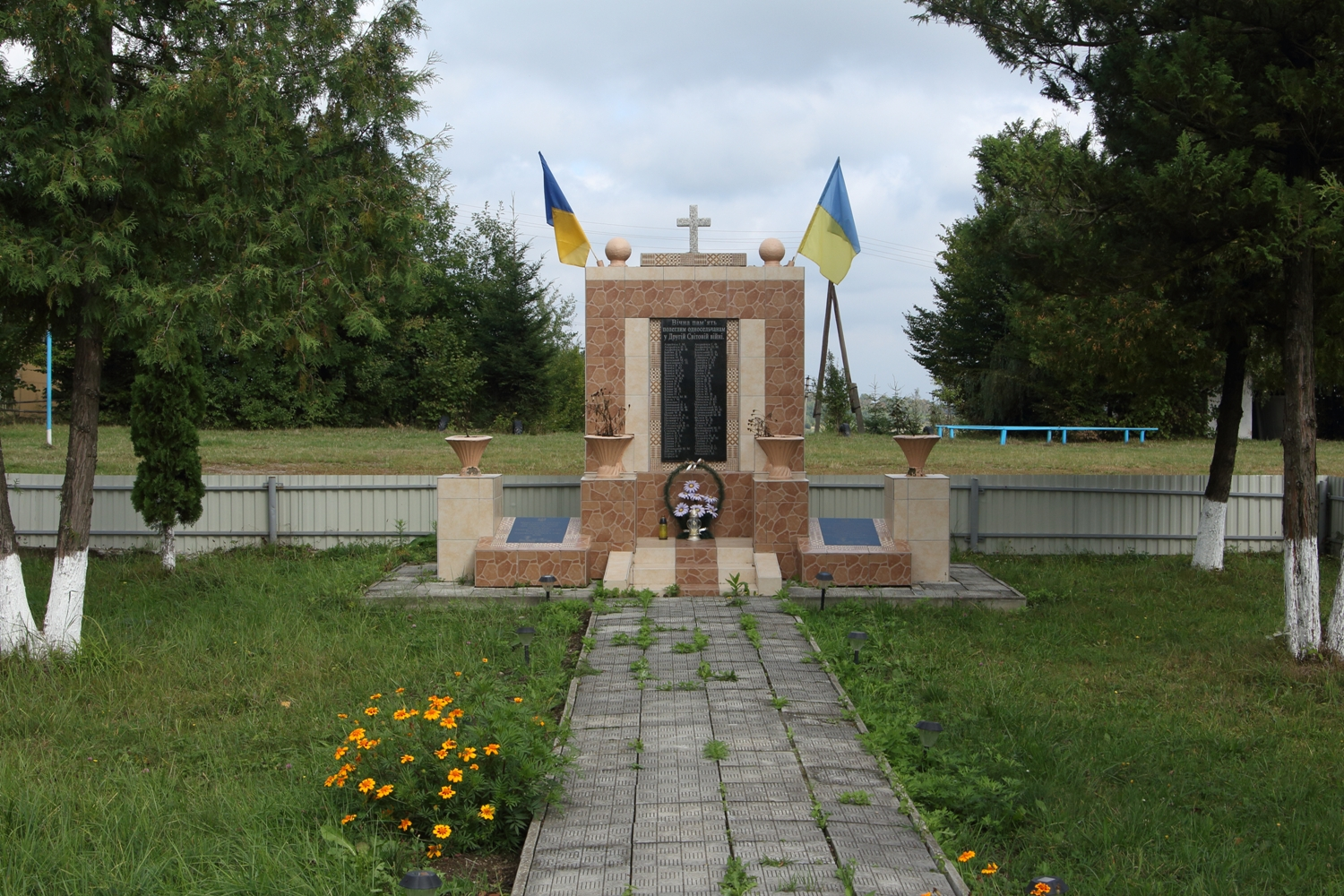
Пам'ятник загиблим у Другій світовій війні
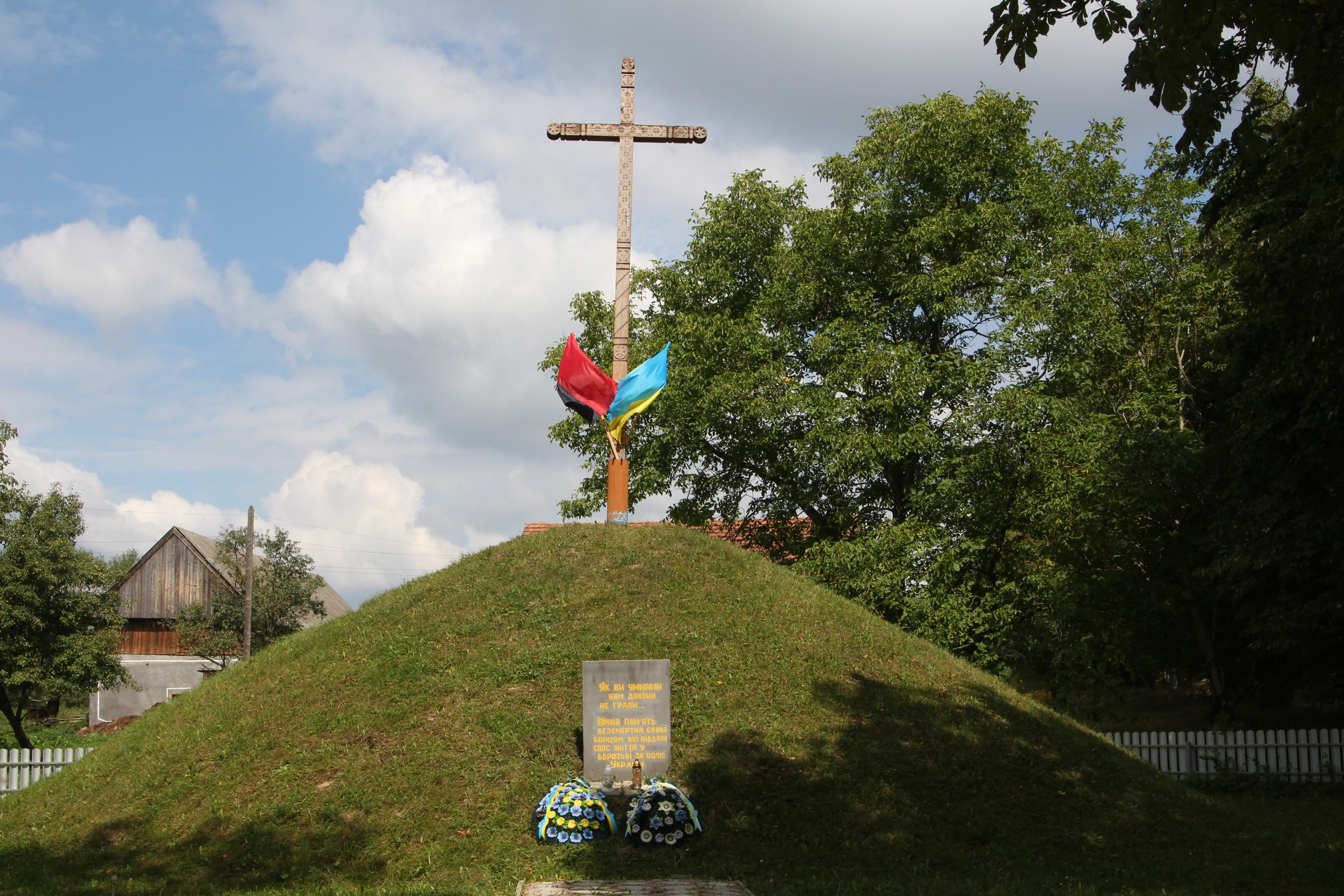
Пам’ятний хрест Січових стрільців
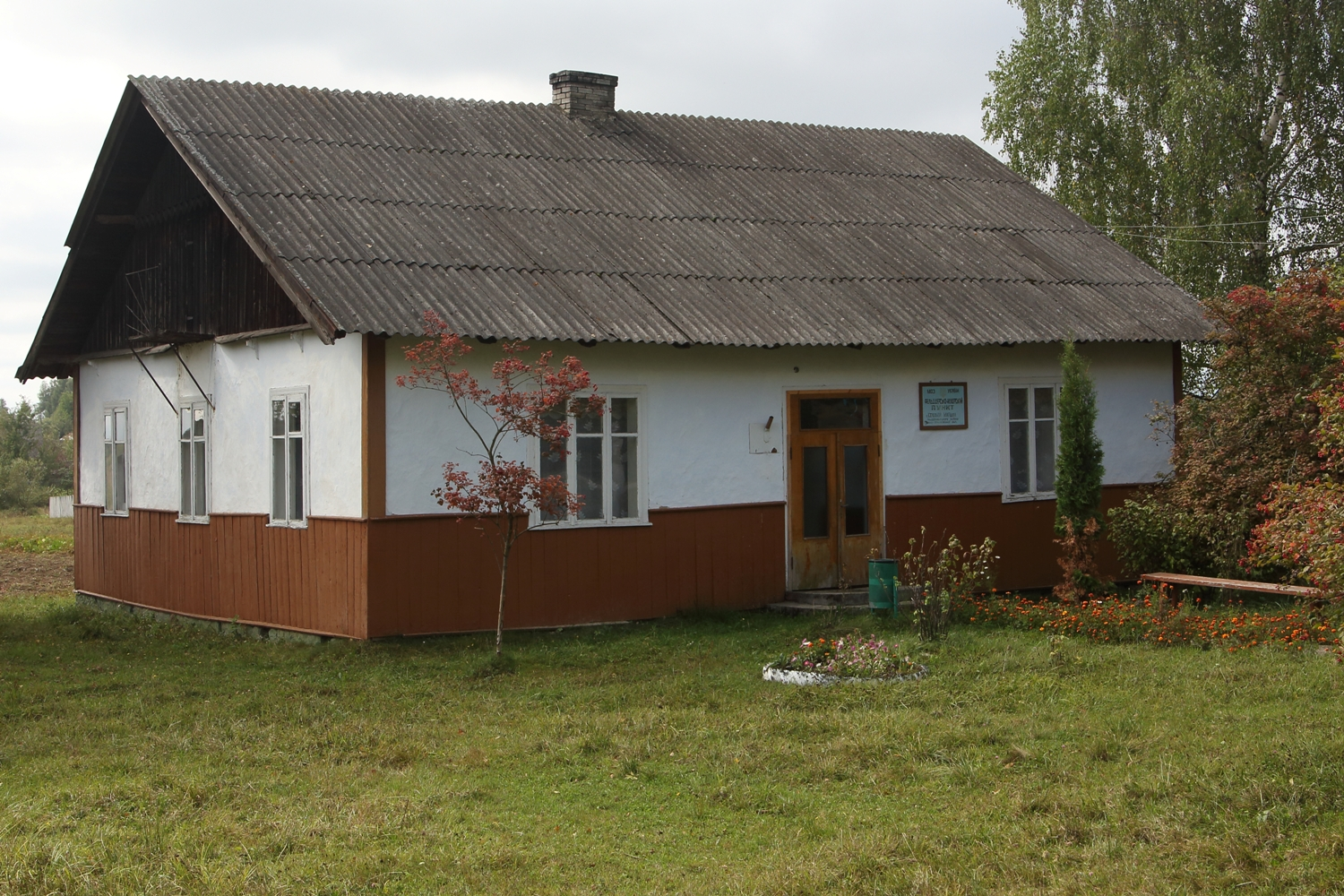
Фельдшерсько-акушерський пункт
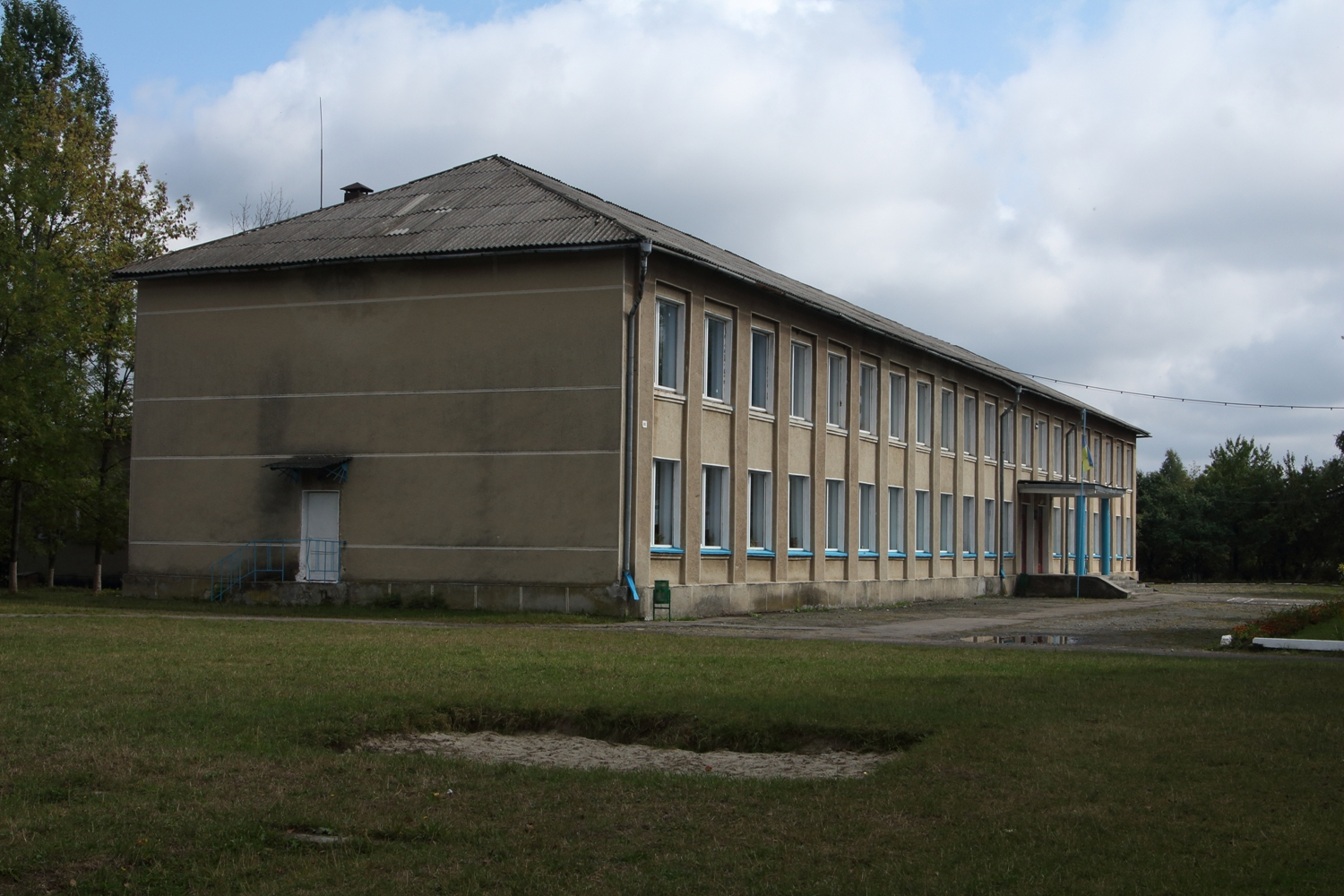
Школа
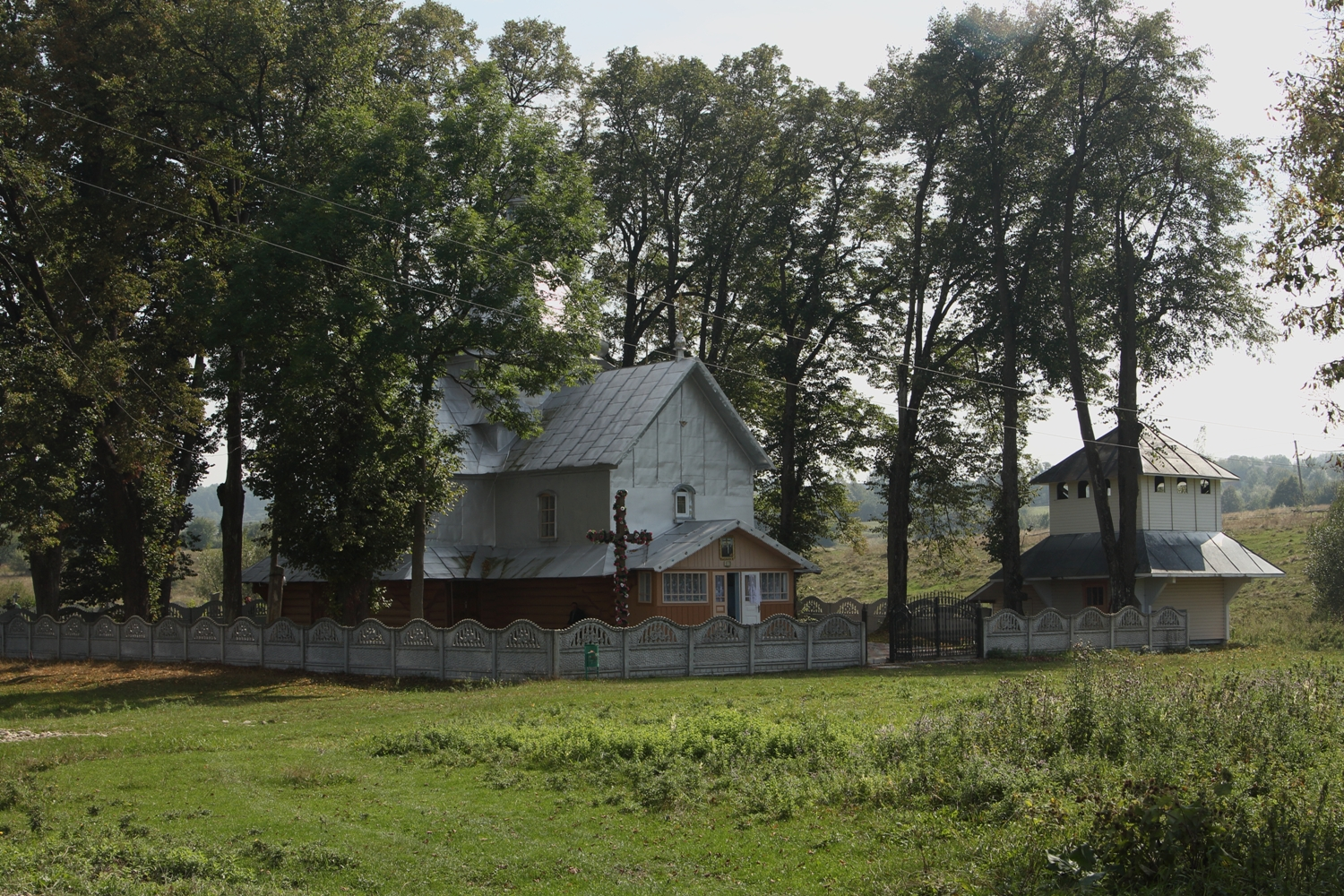
Греко-католицька церква «Чесного Хреста»
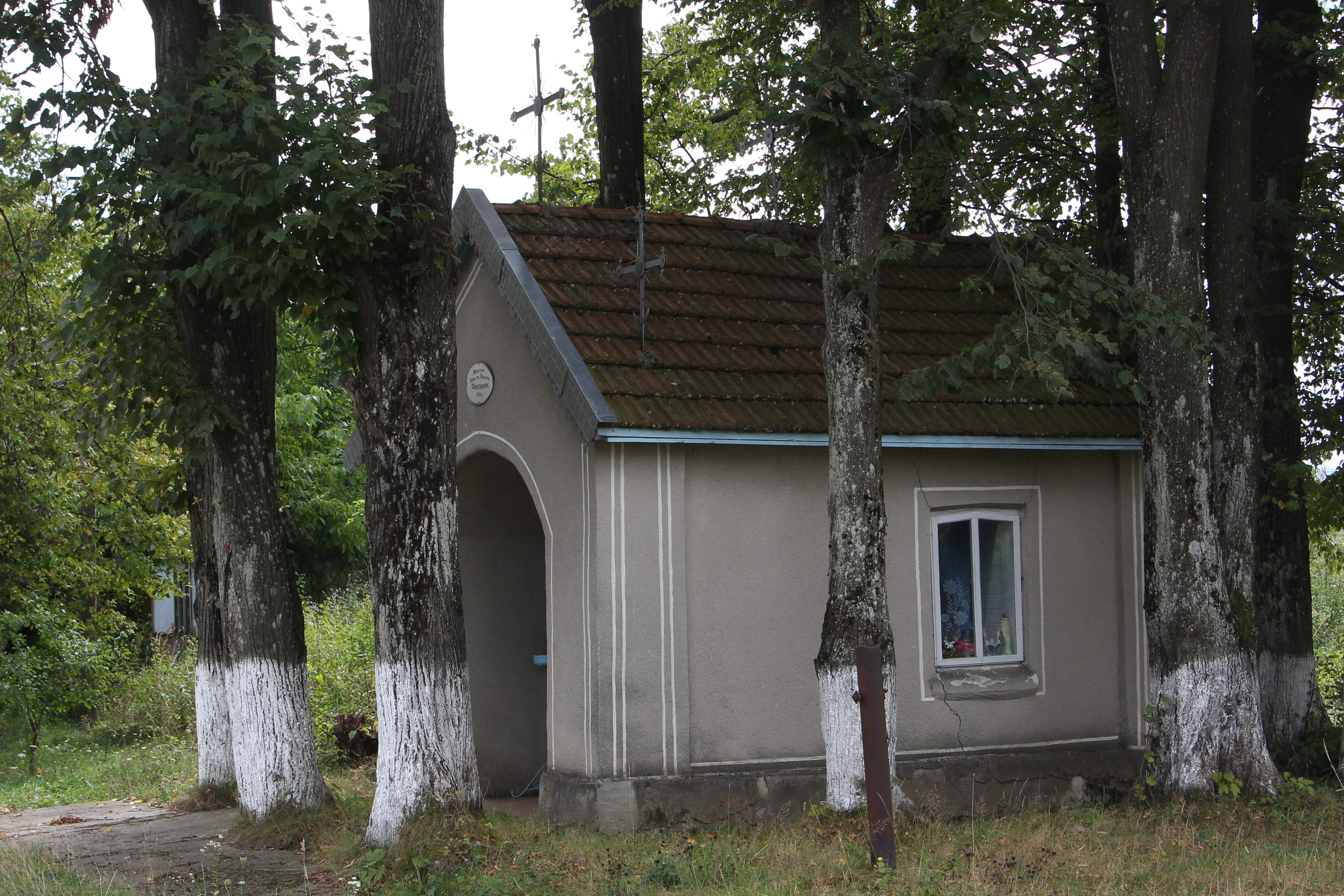
Каплиця, жертва Анни та Миколи Сметанюк, 1898-й рік
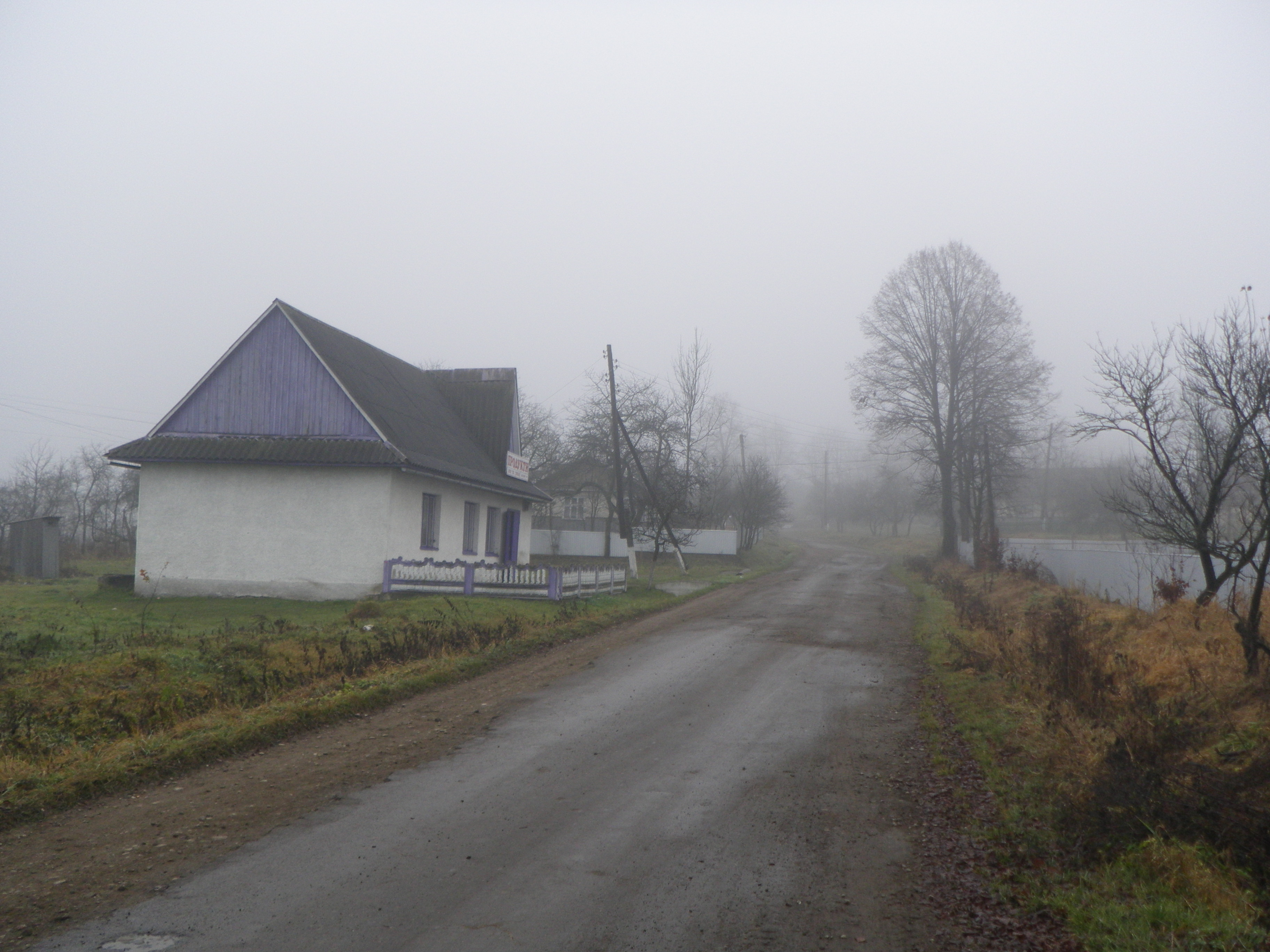
Один із магазинів по вул. Шевченка
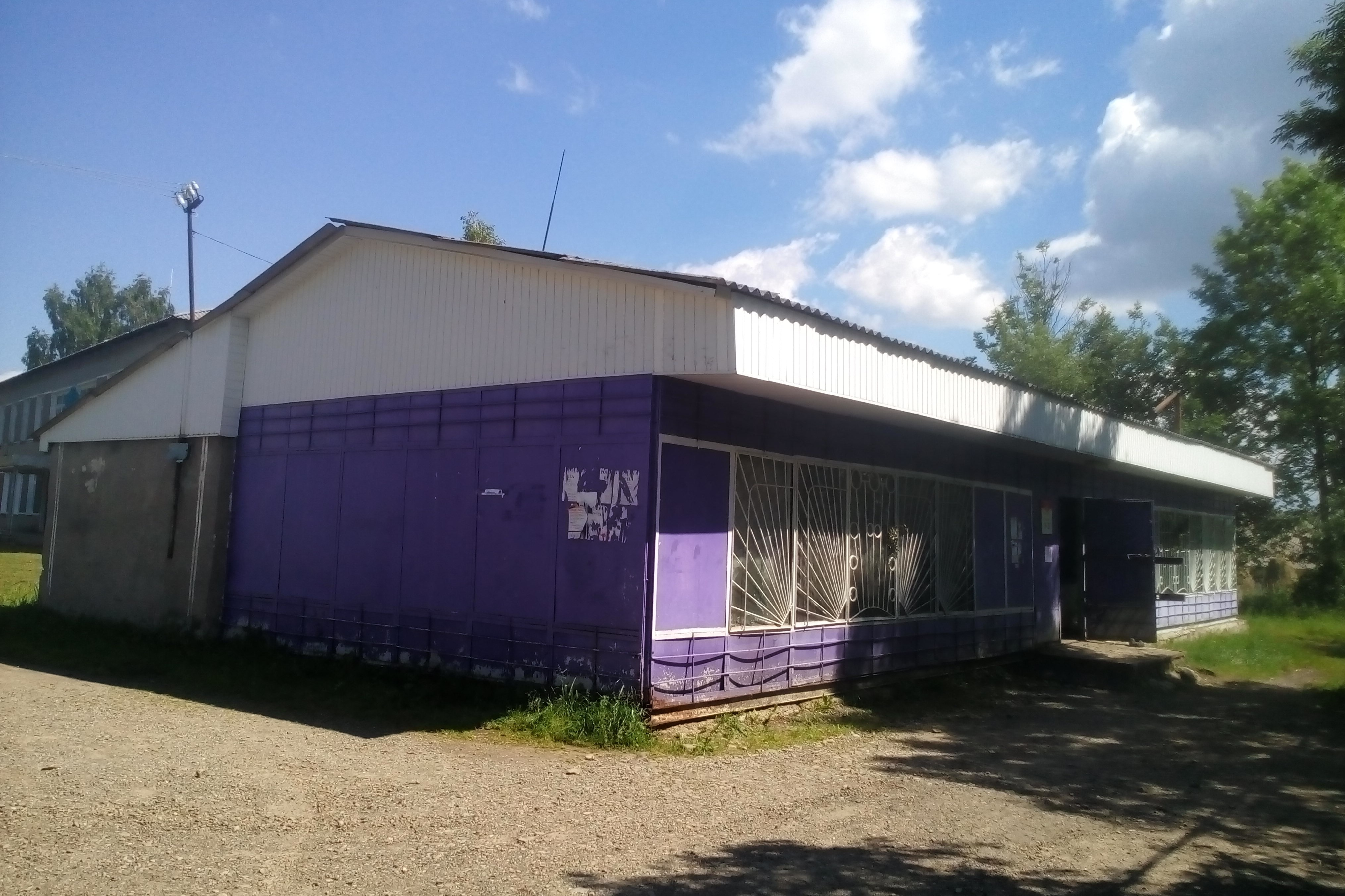
Один із магазинів по вул. Українській